# La Réole
Pour l’article ayant un titre homophone, voir Laréole.
La Réole est une commune du Sud-Ouest de la France, située dans le département de la Gironde, en région Nouvelle-Aquitaine. Elle bénéficie du label national Ville d'Art et d'Histoire.

## Géographie

### Localisation
La Réole est un bourg fortifié autour d'un prieuré situé dans l'est du département de la Gironde, sur la Garonne à 62 km au sud-est de Bordeaux, chef-lieu du département, et à 19 km à l'est de Langon, chef-lieu d'arrondissement. Elle est la ville-centre d'une unité urbaine de l'aire d'attraction de La Réole.
La limite du département de Lot-et-Garonne se trouve à environ 6 km à l'est de la ville. La ville de Marmande est distante de 20 km en direction du sud-est.
La ville est essentiellement implantée sur la rive droite (nord), la partie sud de la ville formant le hameau du Rouergue.
L'étendue territoriale de la commune est de 1 250 hectares, chiffre inférieur à la moyenne de la Gironde qui est de 1 845 hectares. Ce territoire se compose de :
- la rive droite, au nord de la Garonne, composant la partie la plus importante dudit territoire communal, la cité proprement dite de La Réole étant implantée sur un éperon rocheux surplombant le fleuve ;
- la rive gauche, au sud de la Garonne, formant le lieu-dit du Rouergue.

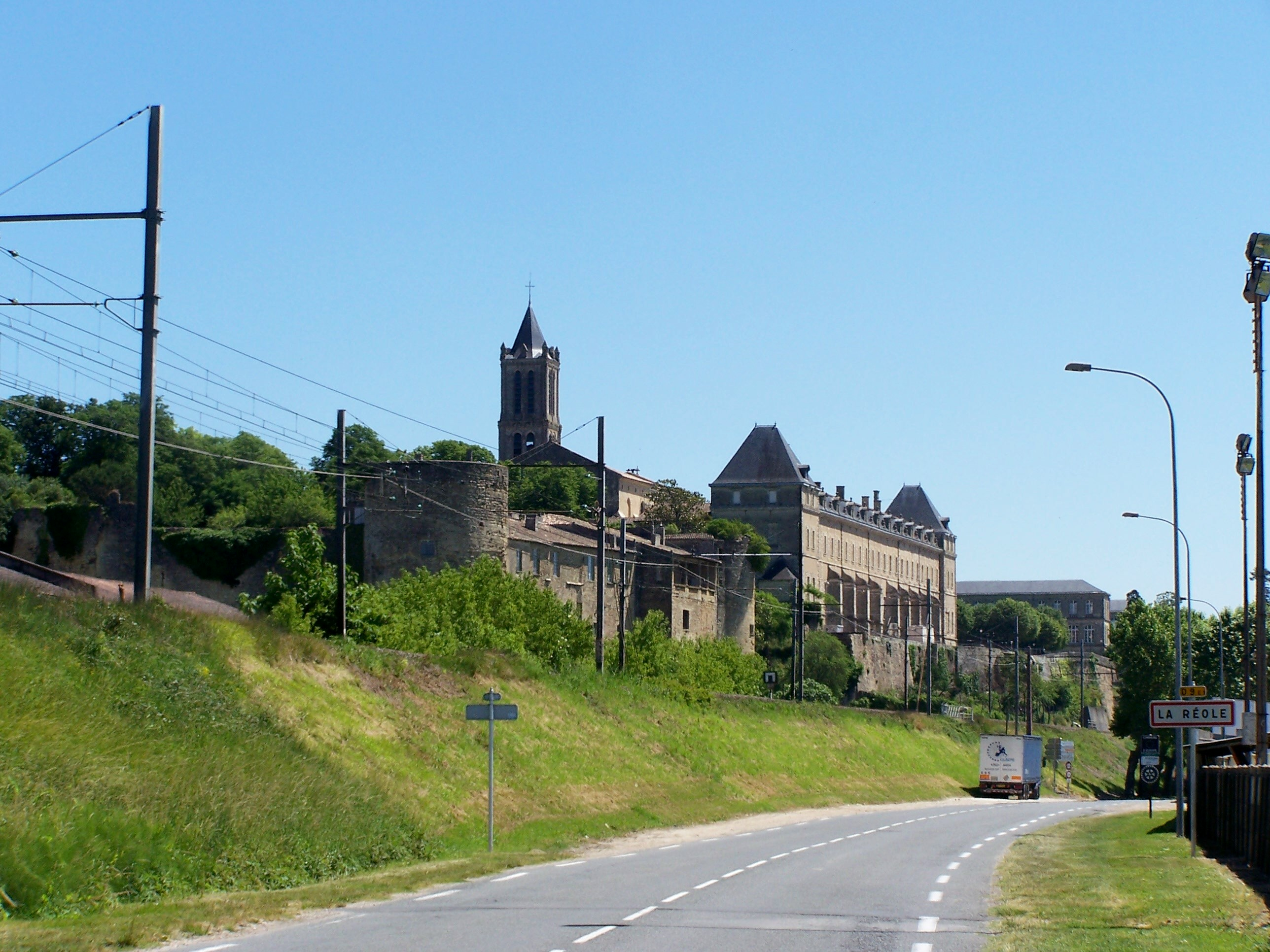
Vue de l'entrée dans la ville, côté ouest (mai 2009).
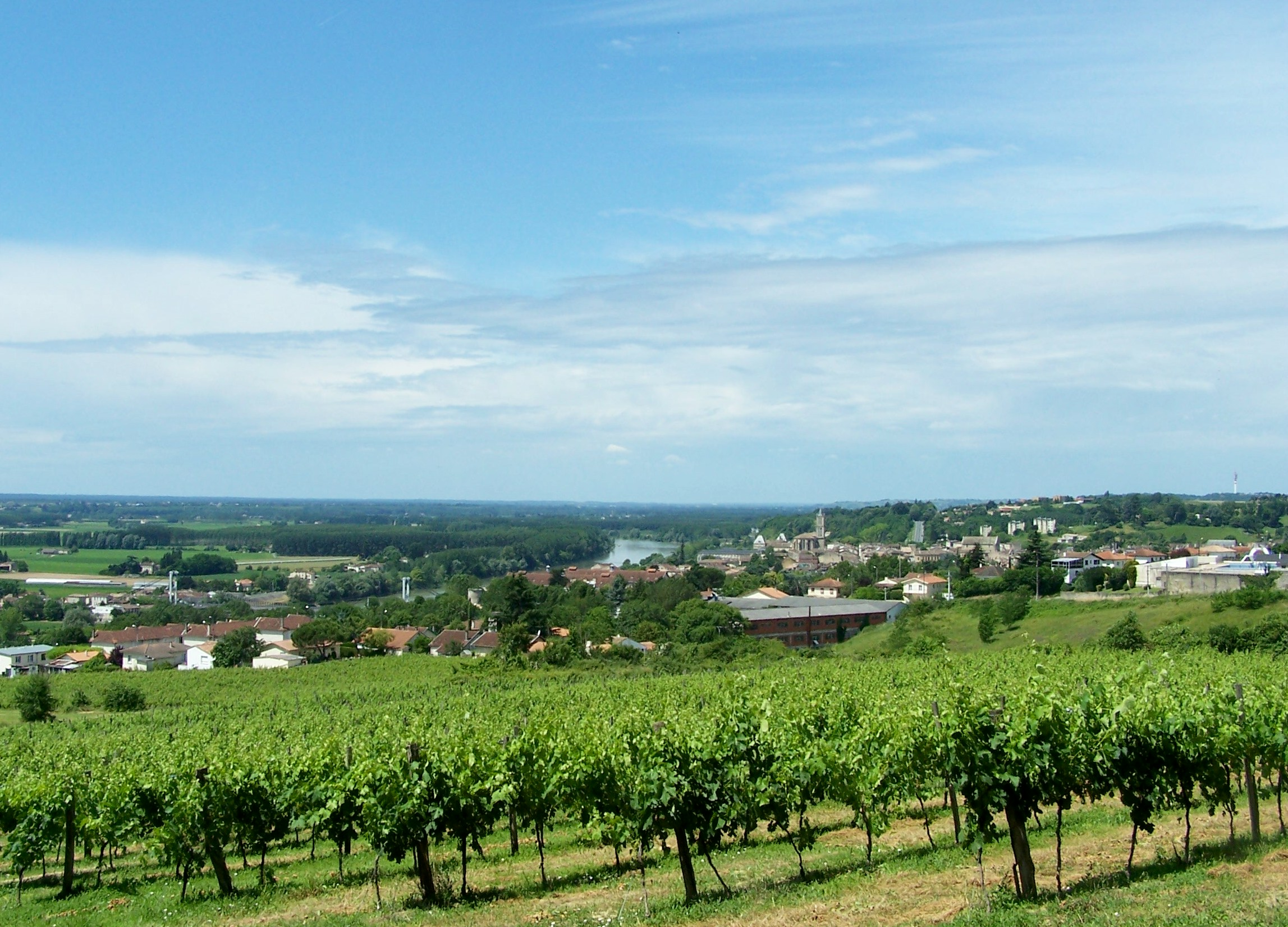
Vue depuis le lieu-dit la Recluse, à l'est (juin 2009).

### Communes limitrophes
Les communes limitrophes sont Saint-Sève, Floudès, Bagas, Bourdelles, Les Esseintes, Fontet, Gironde-sur-Dropt, Montagoudin et Saint-Hilaire-de-la-Noaille.
| Les Esseintes     | Saint-Sève                                                     | Saint-Hilaire-de-la-Noaille |
| Gironde-sur-Dropt | La Réole                                                       | Montagoudin                 |
| Floudès           | Rive gauche de la Garonne hameau du Rouergue (La Réole) Fontet | Bourdelles                  |

### Géologie
Le sous-sol de La Réole, comme dans le reste du bassin de la Garonne, est constitué d'un empilement de couches sédimentaires de l'ère tertiaire.
Les couches affleurant à La Réole, sont :
- en rive droite (nord), sur l'éperon rocheux où s'est installé le bourg : Formations de versants, limons et argiles sableuses (couverture de moins d'un mètre) de l'Holocène au Pléistocène inférieur.
- en rive gauche (sud), au lieu-dit Le Rouergue : Formations fluviatiles d'argiles limoneuses et sables argileux du Holocène.

Puis, de haut en bas :
- Calcaire d'eau douce de l'étage moyen[Note 1] (ce calcaire forme en général la partie supérieure de tout le système de couches du bassin de la Garonne).
- Calcaire dur spathique contenant un grand nombre de coquilles marines.
- Une couche puissante d'argile sableuse renfermant beaucoup d'huîtres d'espèces variées mais généralement petites et dont plusieurs ne sont pas encore connues ; elle contient en outre des nodules analogues aux silex de la craie composés à la fois de silex et de calcaire.
- Couches de calcaire très solide formé d'une grande quantité de miliolites[Note 2] cimentés par du calcaire spathique et dans lequel on trouve aussi des polypiers, des moules de différentes coquilles et une grande quantité de petites huîtres.
- Groupe d'amas de calcaires très solides associés à des sables siliceux au milieu desquels le calcaire forme de vastes nodules qui se fondent dans le sable et qui paraissent avoir été produits par des infiltrations calcaires lorsque les couches supérieures se déposaient.

### Hydrographie

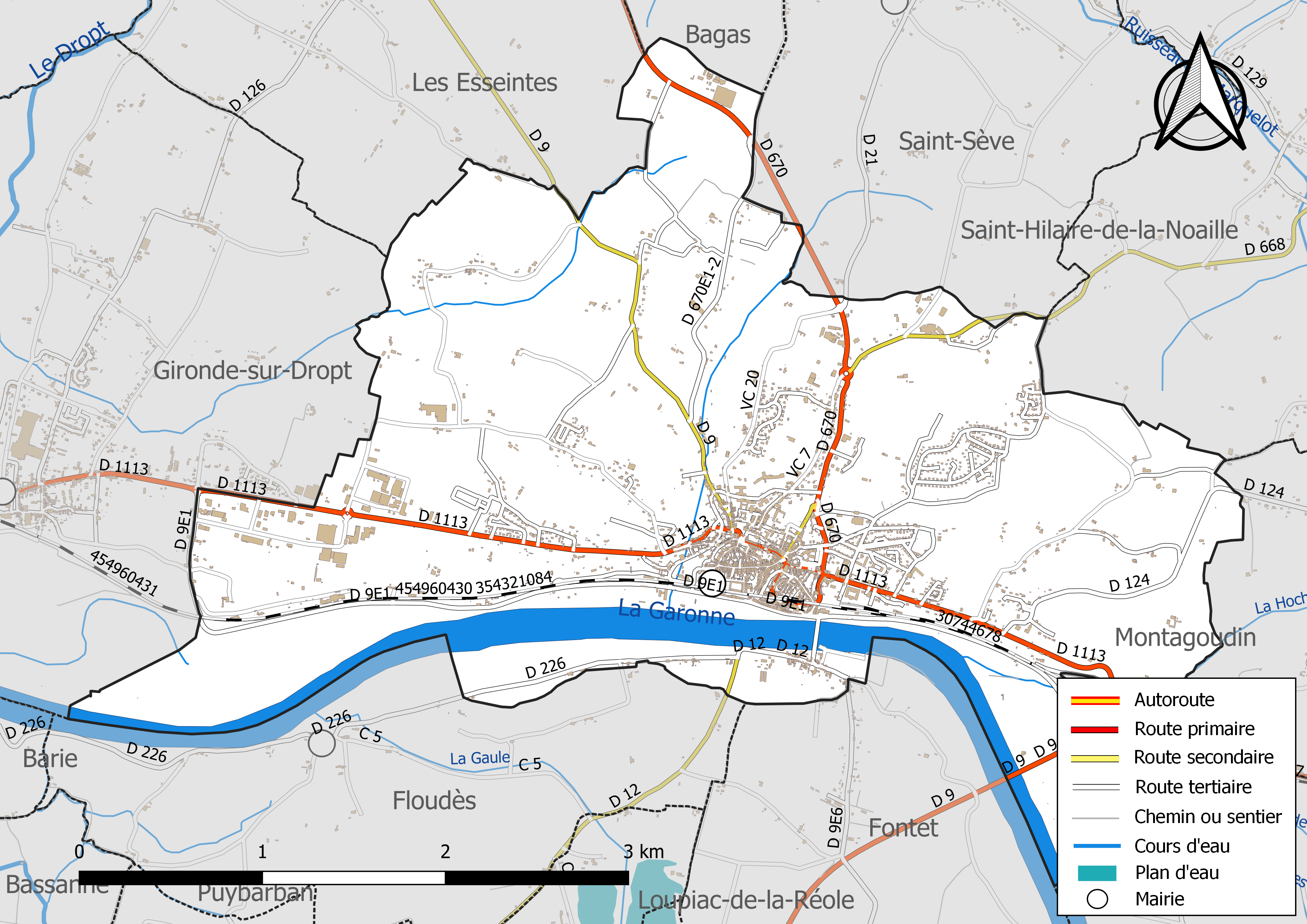
Réseaux hydrographique et routier de La Réole.

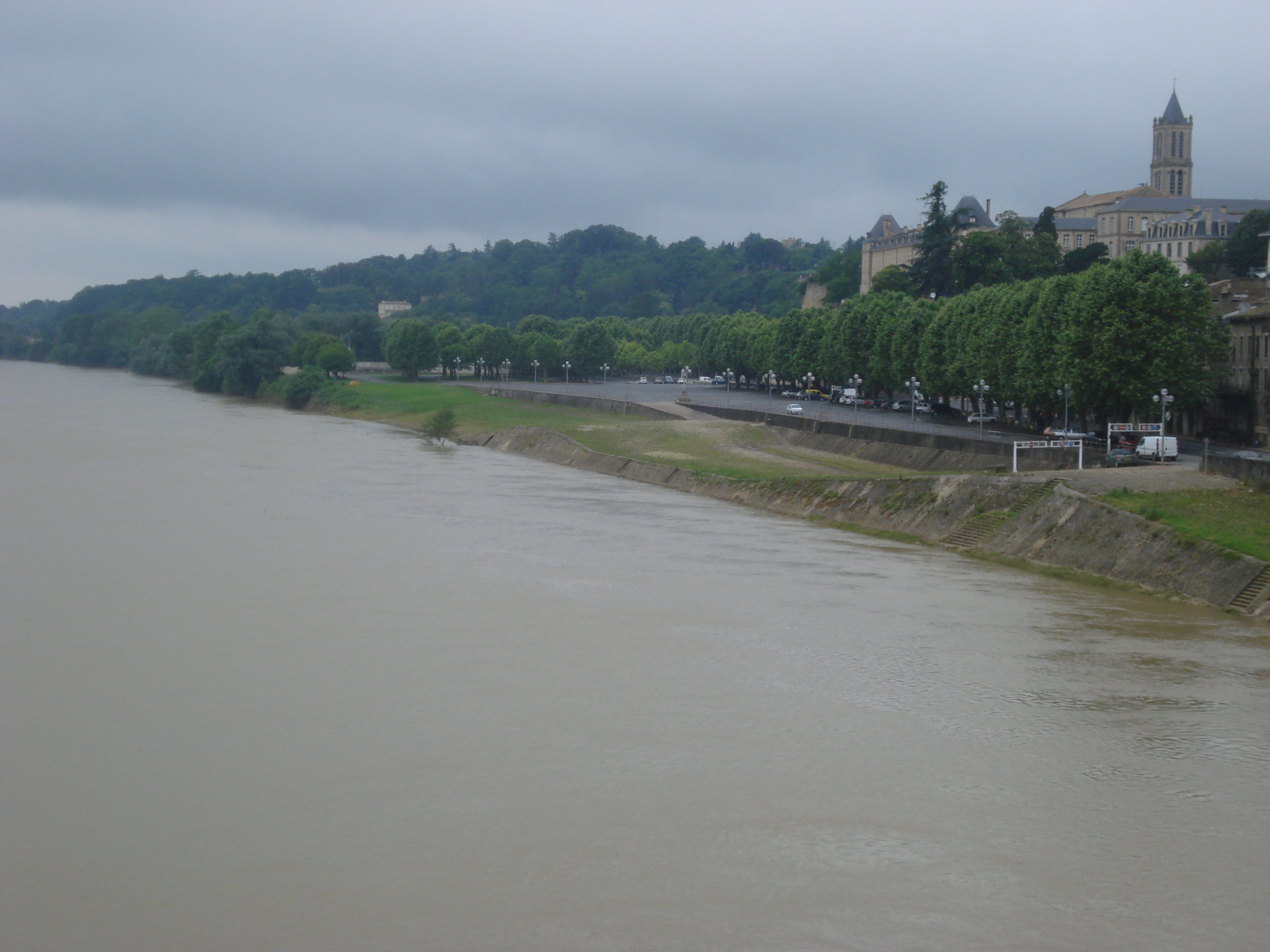
La Garonne, rive droite devant La Réole (août 2008)

Le territoire communal de La Réole est implanté sur la Garonne sur une distance de sept kilomètres environ.
La ville est traversée par deux ruisseaux, aujourd'hui canalisés sur la plus grande partie de leurs cours, le Charros à l'ouest et le Pimpin à l'est qui forment deux vallons et qui se jettent dans la Garonne.
La Garonne ne joue pas actuellement, contrairement à certaines périodes du passé, de rôle direct dans la vie de la commune, sinon dans son approvisionnement en eau d'irrigation non potable à la station de pompage sise au lieu-dit l'Illet.

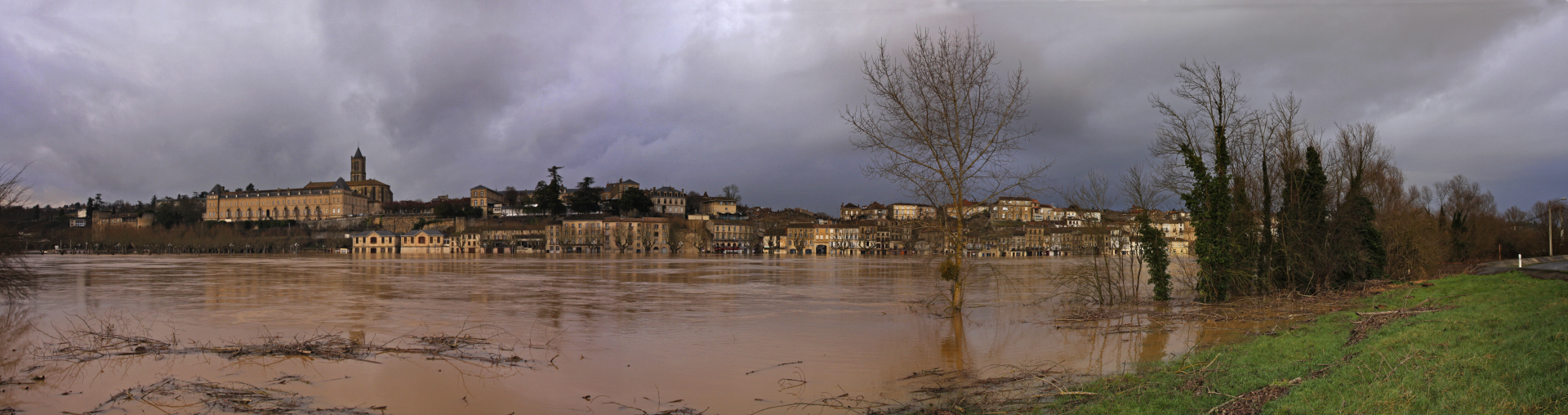
Crue du 26 janvier 2009

La commune est concernée par les risques d'inondations liés aux crues de la Garonne, notamment le hameau du Rouergue en rive gauche (sud) et les quais de la rive droite (avenues du Maréchal-Joffre, Jean-Jaurès et de la Gare) dans le cadre du PPRI (Plan de prévention des risques d'inondation) de la Gironde.
Sur le parcours de la Garonne et plus particulièrement sur le tronçon dit Garonne girondine, La Réole est, avec celles de Langon et Cadillac, l'une des stations de vigilance du service de prévision des crues du Ministère de l'Écologie, de l'Énergie, du Développement durable et de la Mer. Les crues de référence y sont de 11,50 m pour celle du 5 mars 1930, de 10,58 m pour celle du 17 décembre 1981 et de 7,85 m pour celle du 12 décembre 2006.

### Climat
Pour des articles plus généraux, voir Climat de la Nouvelle-Aquitaine et Climat de la Gironde.
Historiquement, la commune est exposée à un climat océanique aquitain. 
En 2020, Météo-France publie une typologie des climats de la France métropolitaine dans laquelle la commune est exposée à un climat océanique et est dans la région climatique Aquitaine, Gascogne, caractérisée par une pluviométrie abondante au printemps, modérée en automne, un faible ensoleillement au printemps, un été chaud (19,5 °C), des vents faibles, des brouillards fréquents en automne et en hiver et des orages fréquents en été (15 à 20 jours).
Pour la période 1971-2000, la température annuelle moyenne est de 13,4 °C, avec une amplitude thermique annuelle de 15,5 °C. Le cumul annuel moyen de précipitations est de 784 mm, avec 10,9 jours de précipitations en janvier et 6,7 jours en juillet. Pour la période 1991-2020, la température moyenne annuelle observée sur la station météorologique la plus proche, située sur la commune de Saint-Sulpice-de-Pommiers à 11,54 km à vol d'oiseau, est de 13,8 °C et le cumul annuel moyen de précipitations est de 764,8 mm,. Pour l'avenir, les paramètres climatiques de la commune estimés pour 2050 selon différents scénarios d'émission de gaz à effet de serre sont consultables sur un site dédié publié par Météo-France en novembre 2022.

#### Température
La température moyenne annuelle se situe aux alentours de 13 °C, elle varie entre 5 °C et 20,5 °C.
Le mois le plus froid est janvier où on relève de 1,5 °C à 9 °C de moyenne, quant aux mois les plus chauds il s'agit de juillet et août avec 14 °C à 35 °C.
Les extrêmes de températures peuvent descendre en dessous de −15 °C (hivers 1985 et 1987) et dépasser 40 °C (août 2003).

#### Précipitations
Le cumul annuel atteint 750 mm environ pour 110 jours de pluie (plus de 1,0 mm).
Le mois le plus arrosé est novembre avec près de 100 mm, l'hiver est la saison où il pleut le plus. Le mois le plus sec est juillet, le minimum des pluies étant généralement observé en été. Cependant, le faible écart entre le mois le plus arrosé et le mois le moins humide ne permet pas dégager une tendance sur une éventuelle saison pluvieuse, ainsi les hivers peuvent être secs et les étés humides.
C'est d'ailleurs l'été sous les orages que sont relevées les plus fortes intensités de pluie.

#### Vent
La proximité de l'océan Atlantique assure un régime d'ouest (du sud-ouest au nord-ouest) toute l'année. À l'approche des dépressions atlantiques ou lorsque ces dernières stagnent sur le golfe de Gascogne, le vent souffle du sud-est et cela peut durer plusieurs jours (dans la région toulousaine, il s'agit du vent d'autan).
Enfin, les périodes anticycloniques amèneront un flux de nord-est.

#### Phénomènes observés
Récurrence des phénomènes météo en jours/an :
- Orages : 25 à 30
- Brouillards : 60, majoritairement à l'automne et au début de l'hiver
- Grêle : 2
- Neige : 5
- Jours de chaleur (>25 °C) : 85
- Jours de forte chaleur (>30 °C) : 20
- Jours de très forte chaleur (>35 °C) : 2
- Jours de gel (<0 °C) : 50
- Jours de forte gelée (<−5 °C) : 6
- Jours de très forte gelée (<−10 °C) : 1 tous les 5 ans
- Jours sans dégel : 2

## Urbanisme

### Typologie
Au 1er janvier 2024, La Réole est catégorisée bourg rural, selon la nouvelle grille communale de densité à sept niveaux définie par l'Insee en 2022.
Elle appartient à l'unité urbaine de La Réole, une agglomération intra-départementale regroupant cinq communes, dont elle est ville-centre,,. Par ailleurs la commune fait partie de l'aire d'attraction de La Réole, dont elle est la commune-centre,. Cette aire, qui regroupe 20 communes, est catégorisée dans les aires de moins de 50 000 habitants,.

### Occupation des sols

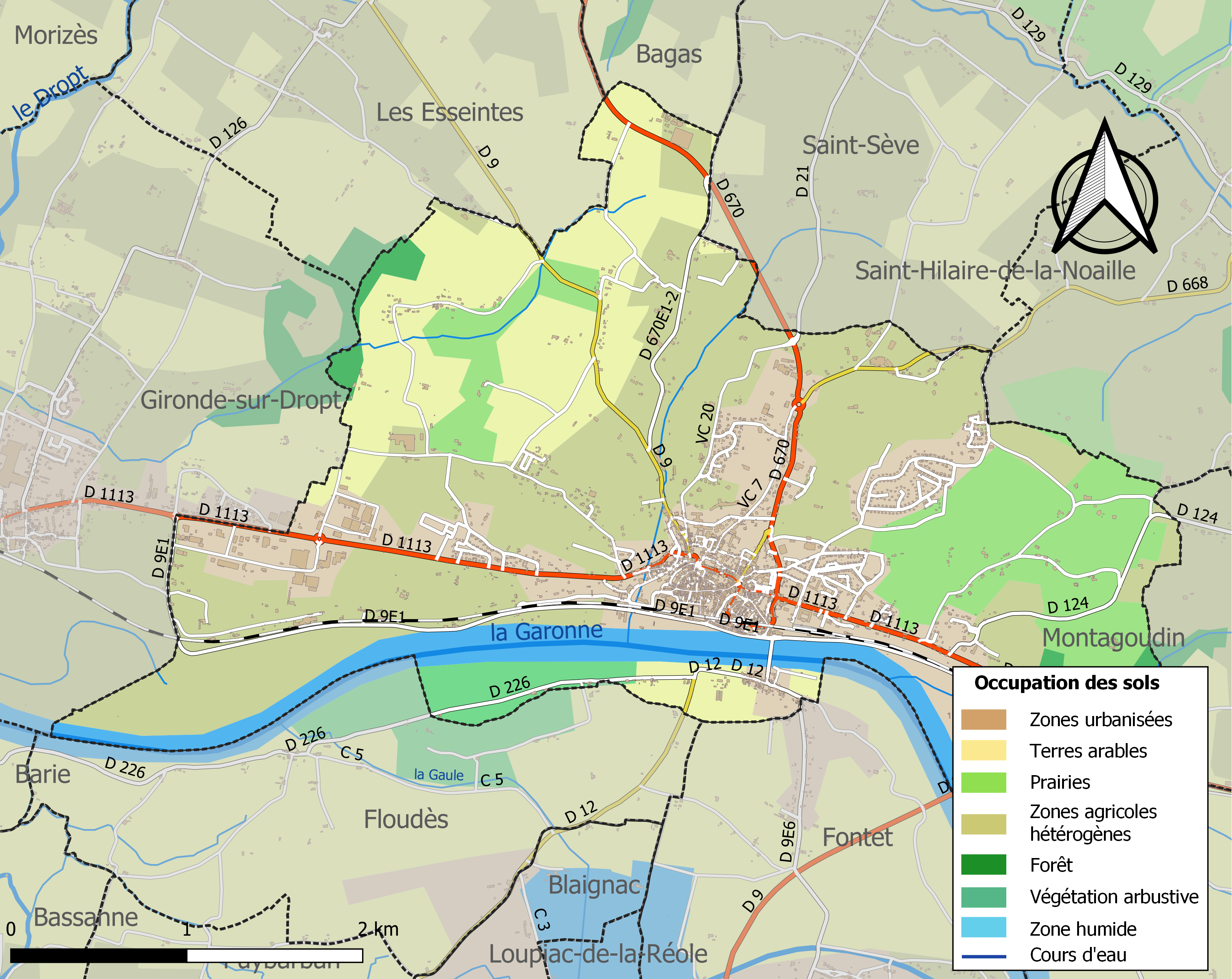
Carte des infrastructures et de l'occupation des sols de la commune en 2018 (CLC).

L'occupation des sols de la commune, telle qu'elle ressort de la base de données européenne d’occupation biophysique des sols Corine Land Cover (CLC), est marquée par l'importance des territoires agricoles (66,1 % en 2018), en diminution par rapport à 1990 (69,4 %). La répartition détaillée en 2018 est la suivante : 
zones agricoles hétérogènes (35,6 %), zones urbanisées (16,4 %), prairies (13,8 %), terres arables (10,4 %), eaux continentales (7,4 %), cultures permanentes (6,3 %), zones industrielles ou commerciales et réseaux de communication (3,2 %), forêts (2,6 %), milieux à végétation arbustive et/ou herbacée (2,3 %), espaces verts artificialisés, non agricoles (2 %). L'évolution de l’occupation des sols de la commune et de ses infrastructures peut être observée sur les différentes représentations cartographiques du territoire : la carte de Cassini (XVIIIe siècle), la carte d'état-major (1820-1866) et les cartes ou photos aériennes de l'IGN pour la période actuelle (1950 à aujourd'hui).

### Géographie humaine
Ce site a attiré les hommes depuis la préhistoire car il y avait un gué sur la Garonne à hauteur de l'actuel pont du Rouergue et, en rive droite, un promontoire calcaire dominant le fleuve d'une vingtaine de mètres.
C'est le plus ancien centre urbain et le plus important de tout l'Entre-Deux-Mers. Mais la ville ne survit actuellement que grâce au maintien d'activités administratives.

### Voies de communication et transports

#### Services routiers
La commune est desservie, dans le cadre du réseau de transports urbains TransGironde, par la ligne n° 4813, circuit Sauveterre-de-Guyenne - Bagas - La Réole - assuré par les autocars du transporteur Citram.

#### Services ferroviaires

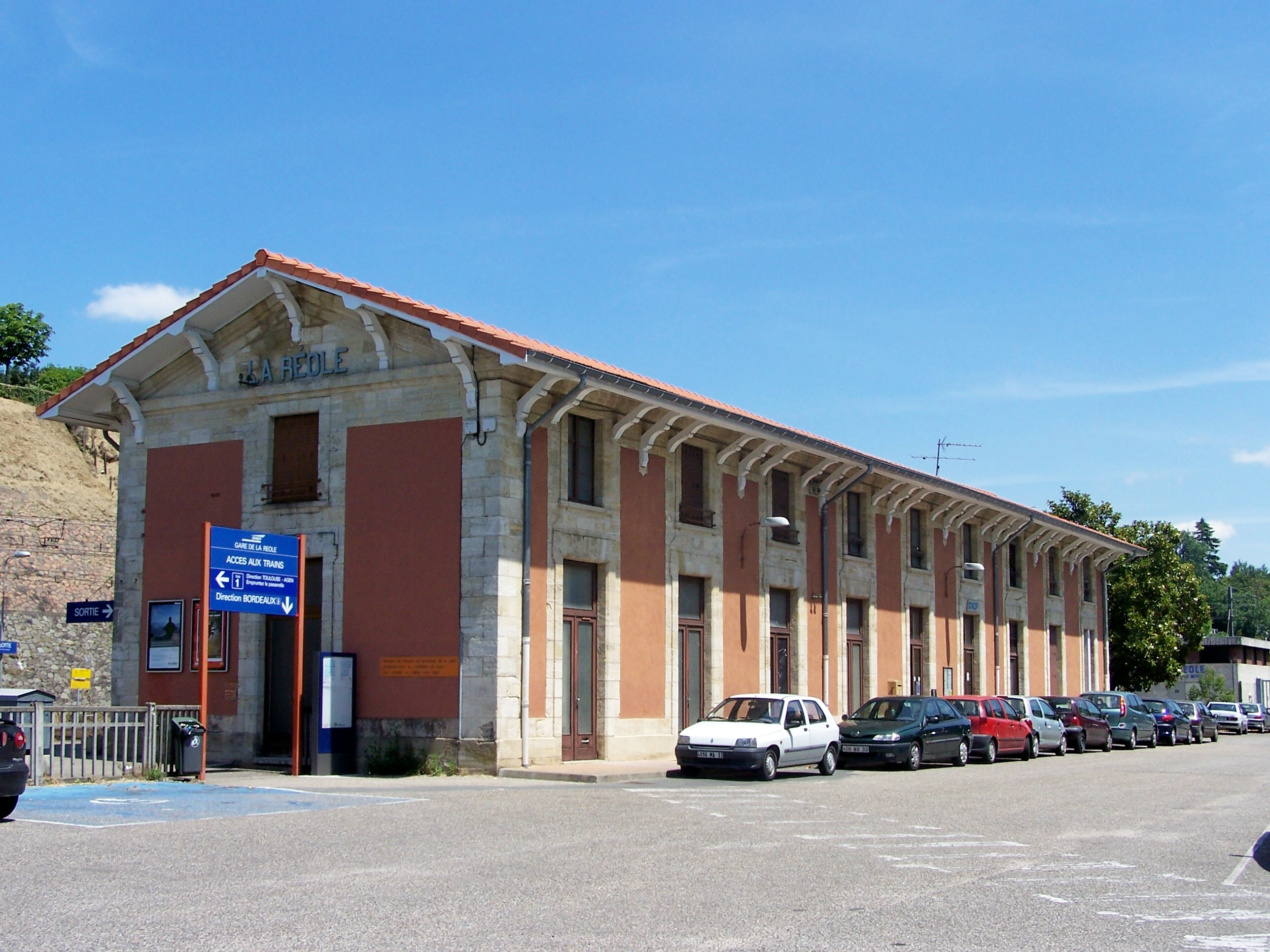
La gare de La Réole (juin 2009)

Les services ferroviaires sont assurés par le réseau TER Nouvelle-Aquitaine de la SNCF sur la ligne Bordeaux - Sète. Depuis la gare de La Réole, le temps de transport vers la gare de Bordeaux-Saint-Jean est de 35 à 45 minutes, celui vers la gare de Toulouse-Matabiau est d'environ deux heures.

### Risques majeurs
Le territoire de la commune de La Réole est vulnérable à différents aléas naturels : météorologiques (tempête, orage, neige, grand froid, canicule ou sécheresse), inondations, mouvements de terrains et séisme (sismicité très faible). Il est également exposé à un risque technologique, la rupture d'un barrage. Un site publié par le BRGM permet d'évaluer simplement et rapidement les risques d'un bien localisé soit par son adresse soit par le numéro de sa parcelle.

#### Risques naturels
Certaines parties du territoire communal sont susceptibles d’être affectées par le risque d’inondation par débordement de cours d'eau, notamment la Garonne. La commune a été reconnue en état de catastrophe naturelle au titre des dommages causés par les inondations et coulées de boue survenues en 1982, 1988, 1993, 1999, 2000, 2002, 2009, 2019 et 2021,.
Les mouvements de terrains susceptibles de se produire sur la commune sont des éboulements, chutes de pierres et de blocs et des tassements différentiels.

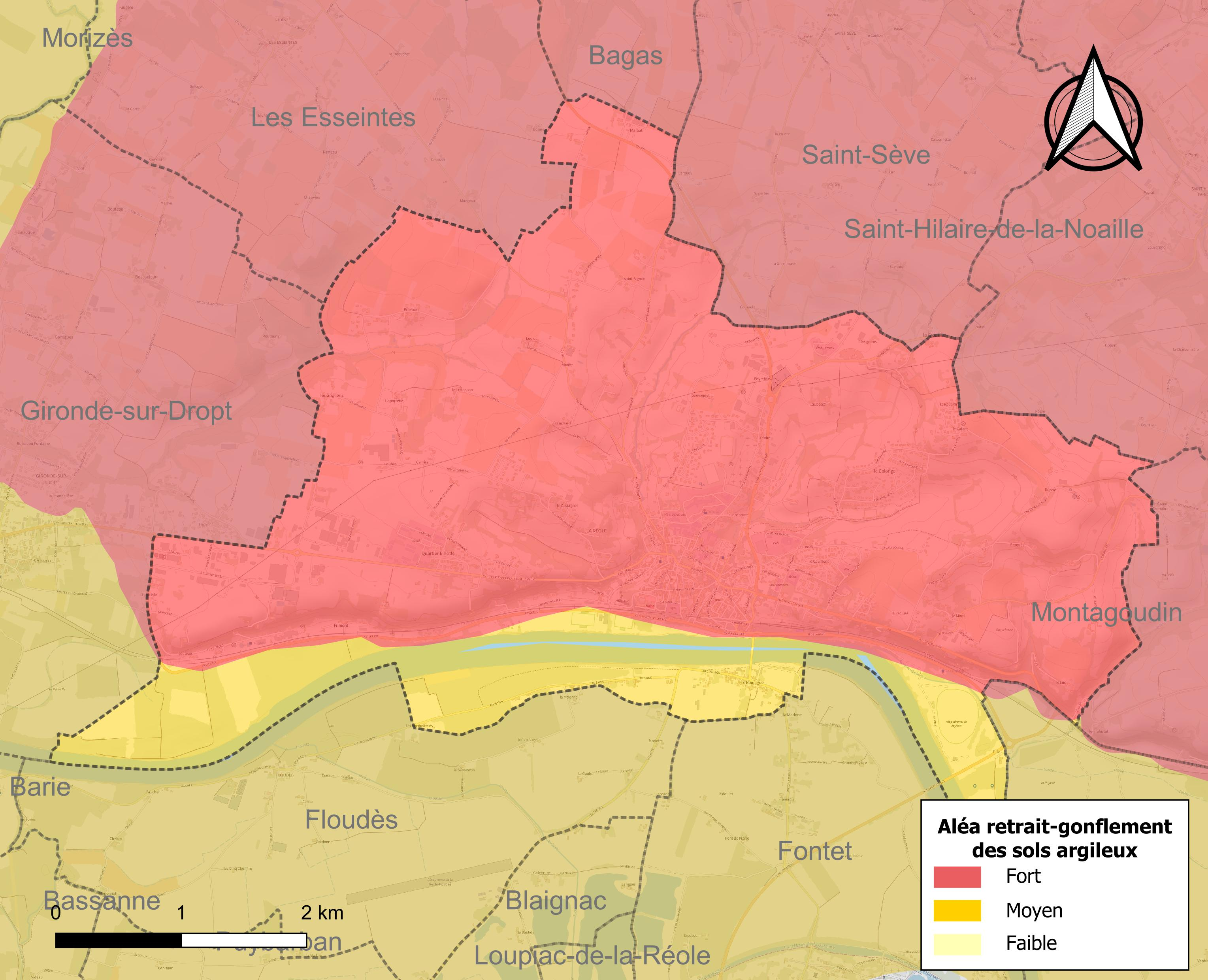
Carte des zones d'aléa retrait-gonflement des sols argileux de La Réole.

Le retrait-gonflement des sols argileux est susceptible d'engendrer des dommages importants aux bâtiments en cas d’alternance de périodes de sécheresse et de pluie. 99,7 % de la superficie communale est en aléa moyen ou fort (67,4 % au niveau départemental et 48,5 % au niveau national). Sur les 1 671 bâtiments dénombrés sur la commune en 2019, 1 671 sont en aléa moyen ou fort, soit 100 %, à comparer aux 84 % au niveau départemental et 54 % au niveau national. Une cartographie de l'exposition du territoire national au retrait gonflement des sols argileux est disponible sur le site du BRGM,.
Par ailleurs, afin de mieux appréhender le risque d’affaissement de terrain, l'inventaire national des cavités souterraines permet de localiser celles situées sur la commune.

#### Risques technologiques
La commune est en outre située en aval du barrage de Grandval, un ouvrage sur la Truyère de classe A soumis à PPI et disposant d'une retenue de 270,6 millions de mètres cubes. À ce titre elle est susceptible d’être touchée par l’onde de submersion consécutive à la rupture de cet ouvrage.

## Toponymie
Le nom de la ville vient du mot latin regula, la « Règle » ecclésiastique de saint Benoît que suivaient les moines bénédictins du prieuré Saint-Pierre, qui surplombe la Garonne, et abrite aujourd'hui la mairie, les administrations et la bibliothèque intercommunale.
En gascon, le nom de la commune est La Rèula [la'rɛwlə] ou L'Arrèula.

## Histoire

### Découvertes archéologiques
- L'arrêté de zonage archéologique du préfet de la région Aquitaine en date du 19 octobre 2004 recense neuf zones à protéger[32] :
  - Bourg de La Réole et abords : occupations de l'Antiquité au Moyen Âge,
  - Le Calonge : édifice antique de plan basilical,
  - Le Luc : Maison forte médiévale et moderne,
  - Le Séjour : Maison forte médiévale et moderne,
  - Ancienne paroisse de Saint-Aignan : occupations antique et médiévale,
  - Luciot : habitat antique,
  - La Recluse, Le Mirail et Roquebuse : nécropole et occupations de l'Antiquité à l'époque moderne,
  - Frimont, les Jurats, Fontfrède : occupations Néolithique, Âge du bronze et Moyen Âge,
  - Saint-Aignan et Luciot : occupations antique et médiévale.
- Un poignard et des épées de l'âge du bronze ont été remontés lors de dragages à hauteur du pont du Rouergue.
- Plusieurs monnaies du début du IIIe siècle avant notre ère ont été découvertes en différents endroits[33].
- Une nécropole antique a été signalée en 1873 à 100 mètres de l'hôtel de ville actuel ; elle comportait des ossements, des urnes en terre cuite et du mobilier du Haut-Empire[34]. Non loin de là, en 1864, plusieurs tombes en tegulae avaient déjà été découvertes[34].

Une villa gallo-romaine plus tardive, dite villa Pontesia, datable du Bas-Empire a fait l'objet de très nombreuses prospections depuis le XVIIIe siècle ; les sondages ont repris au XXe siècle mettant au jour du matériel et des éléments de décor en marbre ainsi que des enduits peints. Ce même site a été réoccupé par une nécropole mérovingienne ; elle a été fouillée en 1969 par M. Gauthier, qui la date de la fin du VIIe siècle ou du début du siècle suivant. Trois sarcophages en pierre sont exposés dans le cloître du prieuré.
Aux lieux-dits Lévite, Calonge et La Bombe, les prospections aériennes de F. Didierjean en mai 1984 ont permis de découvrir deux bâtiments gallo-romains, dont un fanum et une construction de plan basilical.

### Histoire de la cité
Au Haut Moyen Âge, les établissements antiques de Saint-Aignan et La Recluse ont été à l'origine de l'implantation des églises de Saint-Martin et Saint-Aignan.

#### Expansion du bourg monastique jusqu'au milieu duXIIIesiècle
En 977, une charte désigne le prieuré sous le nom de monastère de Squirs, date officielle de la fondation de la cité, dans le pagus d'Aillard. Un bourg monastique est fondé autour du prieuré au lieu-dit Regula.
En 1004, le théologien et abbé de Fleury-sur-Loire, Abbon, chargé de remettre de l'ordre dans le prieuré où l'accumulation des biens a abouti à un rapide relâchement de la discipline, est tué au cours d'une querelle. Enterré et vénéré comme martyr, saint Abbon est fêté le 13 novembre, anniversaire de son assassinat.
En 1190, le roi d'Angleterre Richard Cœur de Lion en route pour la Terre sainte offre le bâtiment de l'hôtel de ville pour récompenser les bourgeois de leur fidélité au roi d'Angleterre.
En 1224, le roi Louis VIII de France donne l'autorisation d'édifier la forteresse dite des Quat'Sos à l'angle sud-ouest de la ville.
Cette extension du bourg se lit dans la construction successive des deux premières lignes défensives. La première, attestée dès 1219, couvre un périmètre d'environ 400 mètres autour du prieuré. La seconde enceinte protégeait l'hôtel de ville et la zone de marchés qui le bordait au nord.

#### La ville royale duXIVesiècle
Cette période se caractérise par la prise de pouvoir du roi d'Angleterre, duc d'Aquitaine, au détriment du prieur.
En 1324, l'ost du roi de France qui assiège le château, expérimente une nouvelle arme, les « bouches à feu » ce qui permet d'obtenir une reddition relativement rapide de la garnison d'Edmond de Woodstock,  comte de Kent. C'est la première fois que le son du canon retentit en France.
Au début de la guerre de Cent Ans, La Réole est assiégée plusieurs fois.
En mai 1462, le roi Louis XI (1423-1461-1483) confirme les privilèges accordés par ses prédécesseurs, par les lettres patentes, en passant par la Guyenne.
Le bourg neuf est mentionné en 1476 : la ville s'étend au-delà du Charros et du Pimpin ; une troisième enceinte est construite, de forme semi-circulaire.

#### De la ville médiévale à la ville moderne
En 1577, lors des guerres de religion, les Huguenots prennent et saccagent la ville.
En 1629, le cardinal de Richelieu fait démanteler la forteresse.

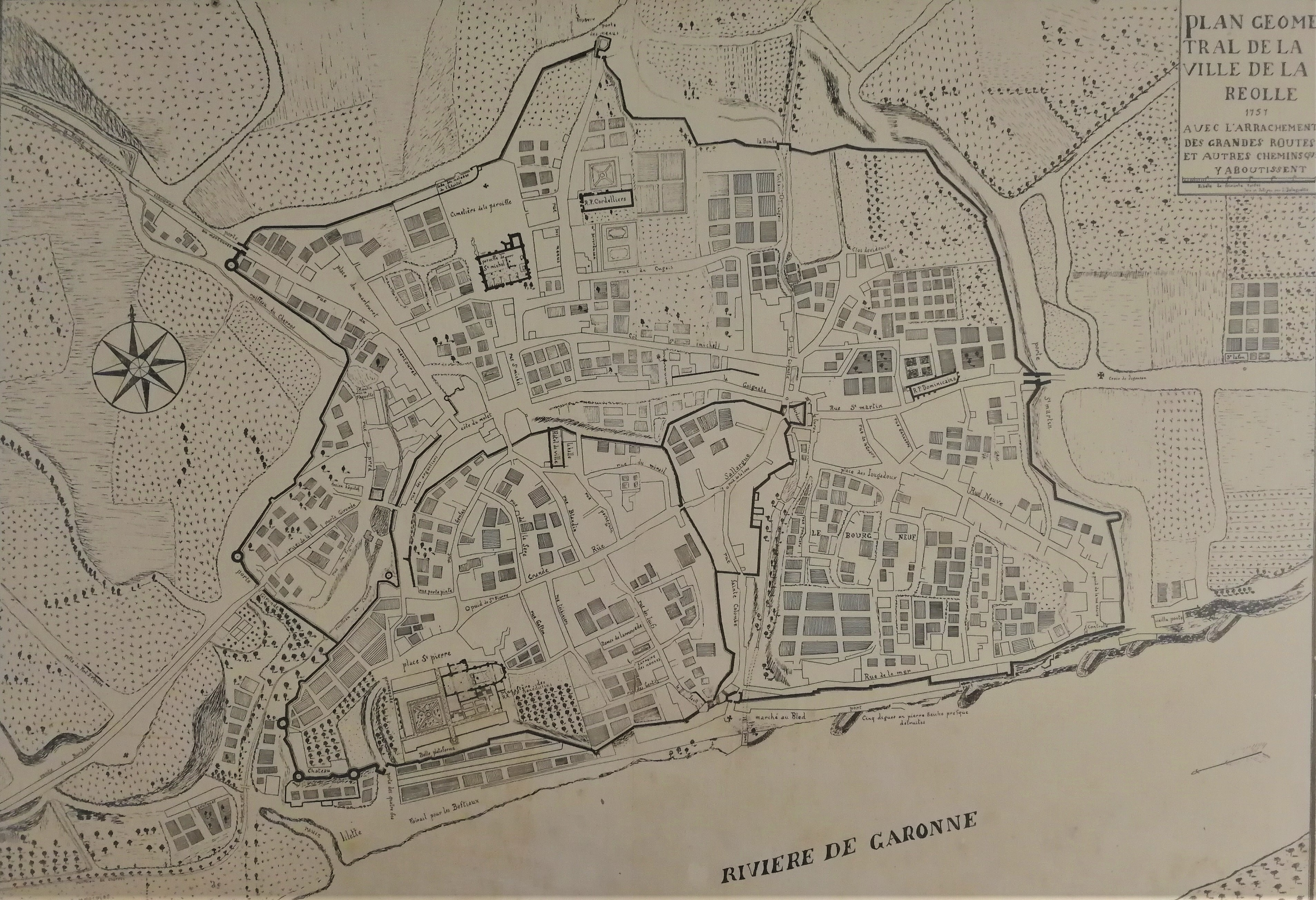
Carte de la Réole en 1757

En 1649 et en 1653, la ville est à nouveau saccagée par les troupes de la Fronde.
En 1654, à cause de la peste, puis de 1678 à 1690, à la suite d'une décision du roi, le Parlement de Bordeaux doit s'exiler à la Réole.
À la Révolution, la paroisse Saint-Michel de La Réole et la paroisse Saint-Aignan, annexe de Saint-Pierre des Esseintes, forment la commune de La Réole.
En 1790, les moines quittent définitivement le prieuré.
En 1793, La commune prend le nom de La Réole Saint-Aignan. Lors de la Terreur, La Réole épouse la cause des Montagnards. Pendant l'été 1793, la Réole abrite les représentants de la Convention Tallien, Ysabeau et Baudot, qui en partent pour investir Bordeaux avec un détachement de « patriotes » réolais.

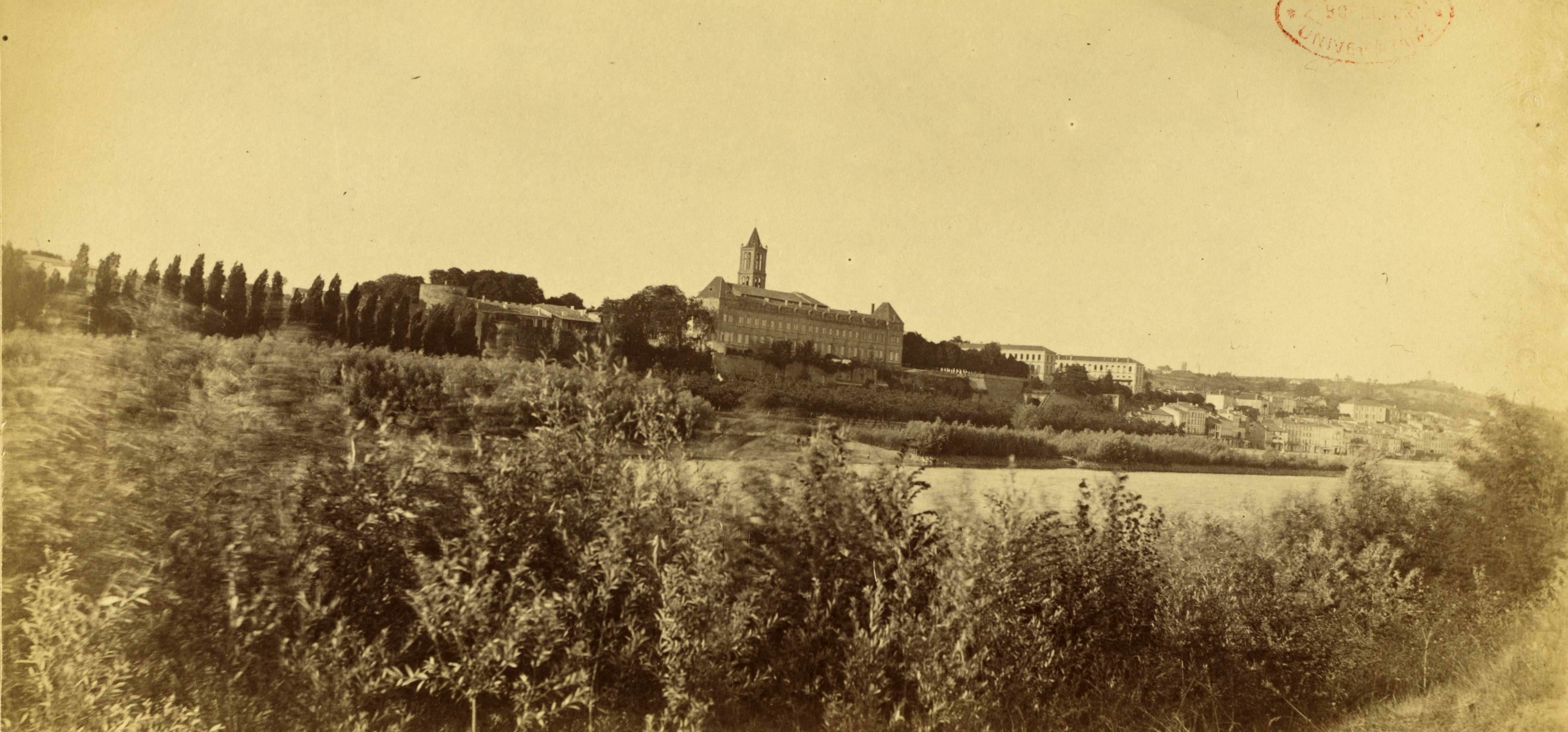
La Réole vers 1900. Photographie par Jean-Auguste Brutails conservée à l'université Bordeaux Montaigne.

Ancien chef-lieu de district, en 1800, La Réole devient sous-préfecture de Gironde et le restera jusqu'en 1926.
Le tribunal d'instance qui se trouvait dans les bâtiments du Prieuré, à côté de la mairie, a été supprimé à compter du 1er janvier 2010 dans le cadre de la Réforme de la carte judiciaire.

### Liste des maires

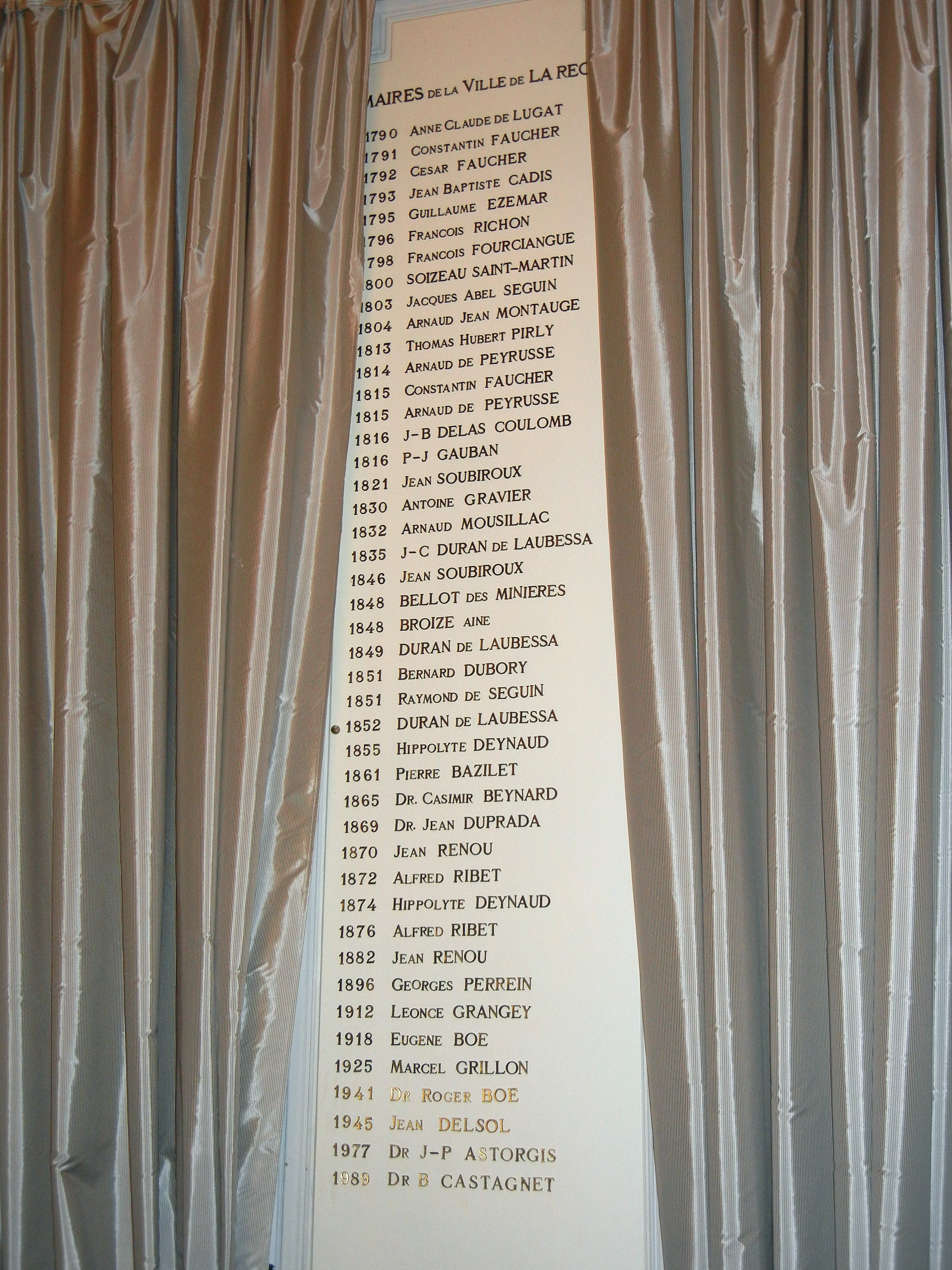
La liste des maires dans la salle des mariages de la mairie

## Politique et administration

### Intercommunalité
La communauté de communes du Réolais ayant été supprimée le 1er janvier 2014 au profit de la communauté de communes du Réolais en Sud Gironde siégeant à La Réole, la commune s'y retrouve adhérente.
En matière de développement socio-économique, la commune est adhérente, à l'instar des anciennes communes de la CC du Réolais, du syndicat mixte du Pays du Haut Entre-deux-Mers (Pays HE2M).

### Politique environnementale
Dans son palmarès 2024, le Conseil national de villes et villages fleuris de France a attribué deux fleurs à la commune.

### Jumelages
| La Réole a développé des associations de jumelage avec : - Oliveira do Douro (Vila Nova de Gaia) (pt) (Portugal) depuis 1992 - Sacile (Italie) depuis 2000 | \| La Réole Oliveira do Douro Sacile \| |
| La Réole Oliveira do Douro Sacile |                                         |

## Démographie
Les habitants sont appelés les Réolais.
| 1793  | 1800  | 1806  | 1821  | 1831  | 1836  | 1841  | 1846  | 1851  |
| ----- | ----- | ----- | ----- | ----- | ----- | ----- | ----- | ----- |
| 5 035 | 3 806 | 3 648 | 3 680 | 3 787 | 3 931 | 3 837 | 4 080 | 4 080 |

| 1856  | 1861  | 1866  | 1872  | 1876  | 1881  | 1886  | 1891  | 1896  |
| ----- | ----- | ----- | ----- | ----- | ----- | ----- | ----- | ----- |
| 4 193 | 4 133 | 4 244 | 4 096 | 4 089 | 4 156 | 4 343 | 4 177 | 4 271 |

| 1901  | 1906  | 1911  | 1921  | 1926  | 1931  | 1936  | 1946  | 1954  |
| ----- | ----- | ----- | ----- | ----- | ----- | ----- | ----- | ----- |
| 4 407 | 4 319 | 4 241 | 3 644 | 3 695 | 3 714 | 3 812 | 4 491 | 4 651 |

| 1962  | 1968  | 1975  | 1982  | 1990  | 1999  | 2006  | 2007  | 2012  |
| ----- | ----- | ----- | ----- | ----- | ----- | ----- | ----- | ----- |
| 4 880 | 4 945 | 5 016 | 4 414 | 4 273 | 4 187 | 4 212 | 4 218 | 4 125 |

| 2017  | 2022  | - | - | - | - | - | - | - |
| ----- | ----- | - | - | - | - | - | - | - |
| 4 356 | 4 441 | - | - | - | - | - | - | - |

## Culture

### Patrimoine

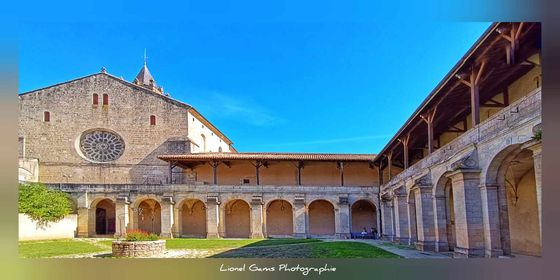
Prieuré des Bénédictins, cloître

- Le prieuré[55], dont les bâtiments dans leur forme actuelle datent du XVIIIe siècle a fait l'objet d'une inscription en tant que monument historique en 1925[56]. La porte du cloître, le balcon de l'escalier et ses rampes sont l'œuvre du ferronnier Blaise Charlut (Blaise Charlut, né à côté de Dijon en 1717- mort à La Réole en 1792, ferronnier d'art réolais).
- Le château des Quat'Sos (Quatre Sœurs)[57] fut fortifié à la fin du XIIe siècle. Assiégé en 1345, il fut finalement en partie démantelé en 1629 sur ordre du Cardinal de Richelieu. Aujourd'hui trois tours subsistent en l'état dont celle du sud-ouest nommée la Thomasse. Il est classé monument historique depuis 1947[58].
- L'église Saint-Pierre[59],[60], adossée au prieuré, date, comme le château, du XIIe siècle. Le portail en est de style gothique flamboyant[Note 12], elle comporte une nef unique et trois travées. Restaurée, elle devint église paroissiale en mai 1839 et son classement en tant que monument historique date de 1846[61].

Depuis novembre 2015, l'église a retrouvé l'orgue qui lui avait été enlevé en 1812.
- L'ancien hôtel de ville ou « vieille halle »[62], entre la place du Loup et la place des Martyrs-de-la-Résistance, dont la construction serait due à Richard Cœur-de-Lion (1157-1199) a subi de nombreux remaniements au cours des siècles, chapiteaux romans[Note 12], balcon gothique flamboyant[Note 12], fenêtres Renaissance[Note 12] à meneaux. Les douze jurats de la ville tenaient leurs assemblées dans la vaste salle du premier étage. Le rez-de-chaussée était une halle aux grains. Le bâtiment a été classé monument historique en 1913[63].
- L'hôtel de Briet[64], rue de Verdun, est une demeure privée qui date de 1662. La sculpture d'un soleil sur la façade, au-dessus de la porte, propose, à l'instar des armes parlantes, une allusion au nom du propriétaire (briller/Briet). L'édifice est inscrit en tant que monument historique depuis 2004[65]
- Hôtel Peysseguin
- L'Arsenal ou Grande École[66], avenue Jean-Delsol, est une bâtisse qui était intégrée dans les remparts défensifs du XIIIe siècle. Elle servit, au XIVe siècle, d'école pour les enfants de la bourgeoisie. Ladite bâtisse est classée en tant que monument historique depuis 2004[67]
- Des ruines de remparts[68] parsèment la ville : trois enceintes successives des XIIe, XIVe et XVe siècles protégèrent la ville des envahisseurs. Elles sont visibles principalement autour du château, au pied du prieuré, en limite du parc de stationnement des Jacobins, à l'emplacement dit de la porte Saint-Martin, et dans le quartier du Marmouret. Entre le bas de la rue André-Bénac et l'escalier menant au jardin situé sous l'esplanade de la mairie, se trouve la double porte du Sault, la dernière subsistant parmi les quinze que comportait la ville. Ces vestiges sont classés depuis 1886[69]
- Au 7 de la rue Maurice-Moussillac, une maison ancienne dite maison Seguin qui fut répertoriée et décrite par Léo Drouyn, peut être datée de la fin du XIIe siècle ou du début du XIIIe siècle ; elle est inscrite en tant que monument historique depuis 2002[70]
- Le site gallo-romain de Bas-Calonge - La Bombe dans l'est de la ville, à proximité du collège Paul-Esquinance, est lui aussi inscrit monument historique en raison des vestiges gallo-romains qui y ont été découverts, sur les parcelles AE 155 à 157, 165 et 166, savoir celui d'un fanum (temple à vocation civile servant de lieu d'accueil aux pèlerins) et d'une basilique à trois nefs ; l'inscription date du 20 septembre 1996[71]. Lesdits vestiges en sont cependant enfouis et propriété d'une personne privée.
- Le Manoir du Prince Noir appelé également logis du Parlement[72], rue de Menuts, est un hôtel Renaissance qui date du début du XVIe siècle. N'ayant toutefois jamais hébergé le Prince Noir, Édouard de Woodstock, prince anglais d'Aquitaine, fils aîné d'Edouard III, qui vécut de 1330 à 1376, c'était une maison noble de la ville et il abrita cependant, à la fin du XVIIe siècle, le président du Parlement de Bordeaux. Dans la cour, une tour octogonale surmontée d'une échauguette abrite un escalier.
- Un vieux puits couvert du XVe siècle subsiste à l'emplacement de la porte des Menuts, à l'angle de la rue des Menuts et du chemin de Ronde (près de l'hôpital).
- De nombreuses maisons à pans de bois ou à colombages se trouvent dans les rues et ruelles de la vieille ville[72].
- Deux lavoirs subsistent dans la ville. L'un à l'ouest de la vieille ville, au fond du vallon du Charros, rue de la Marmory, dit de la Marmory[73], l'autre un peu plus à l'est, dans le vallon du Pimpin, à l'angle de l'avenue Carnot et de la rue Camille-Braylens, dénommé lavoir du Cugey.
- Le pont du Rouergue, pont suspendu de 170 m de travée sur la Garonne, a été construit en 1934 et inauguré le 21 mars 1935. Le pont précédent fut péager jusqu'en 1872 ; à titre d'exemple, il en coûtait un centime pour le passage d'un piéton[42].

La ville de La Réole a reçu, en décembre 2013, un avis favorable à sa demande de labellisation en tant que Ville d'art et d'histoire. Elle a obtenu le label en 2015, ce qui en fait la plus petite commune de France à avoir cette reconnaissance.

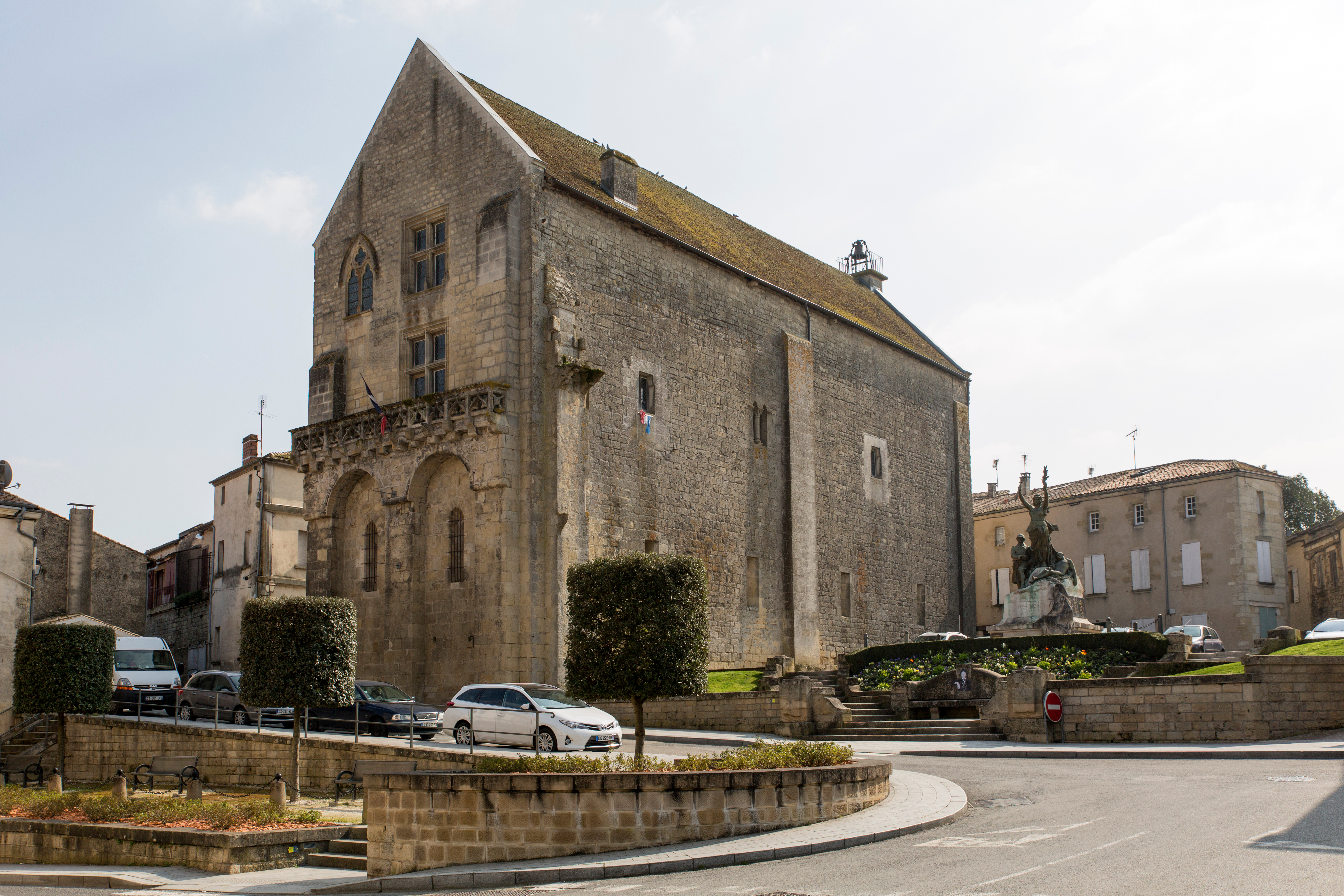
L'ancien hôtel de ville, côté nord (mars 2016).
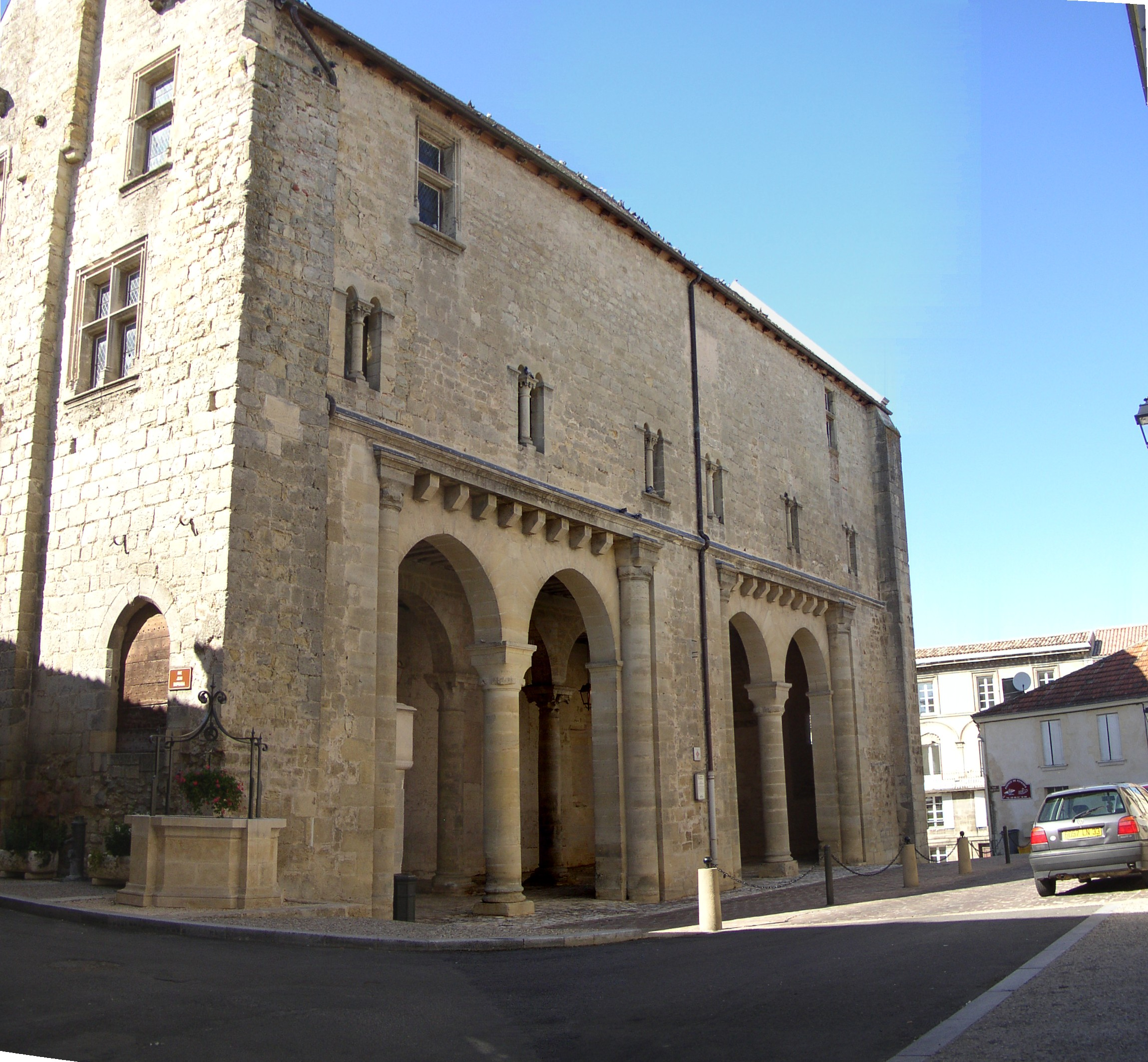
L'ancien hôtel de ville, côté sud-est (sept. 2006).
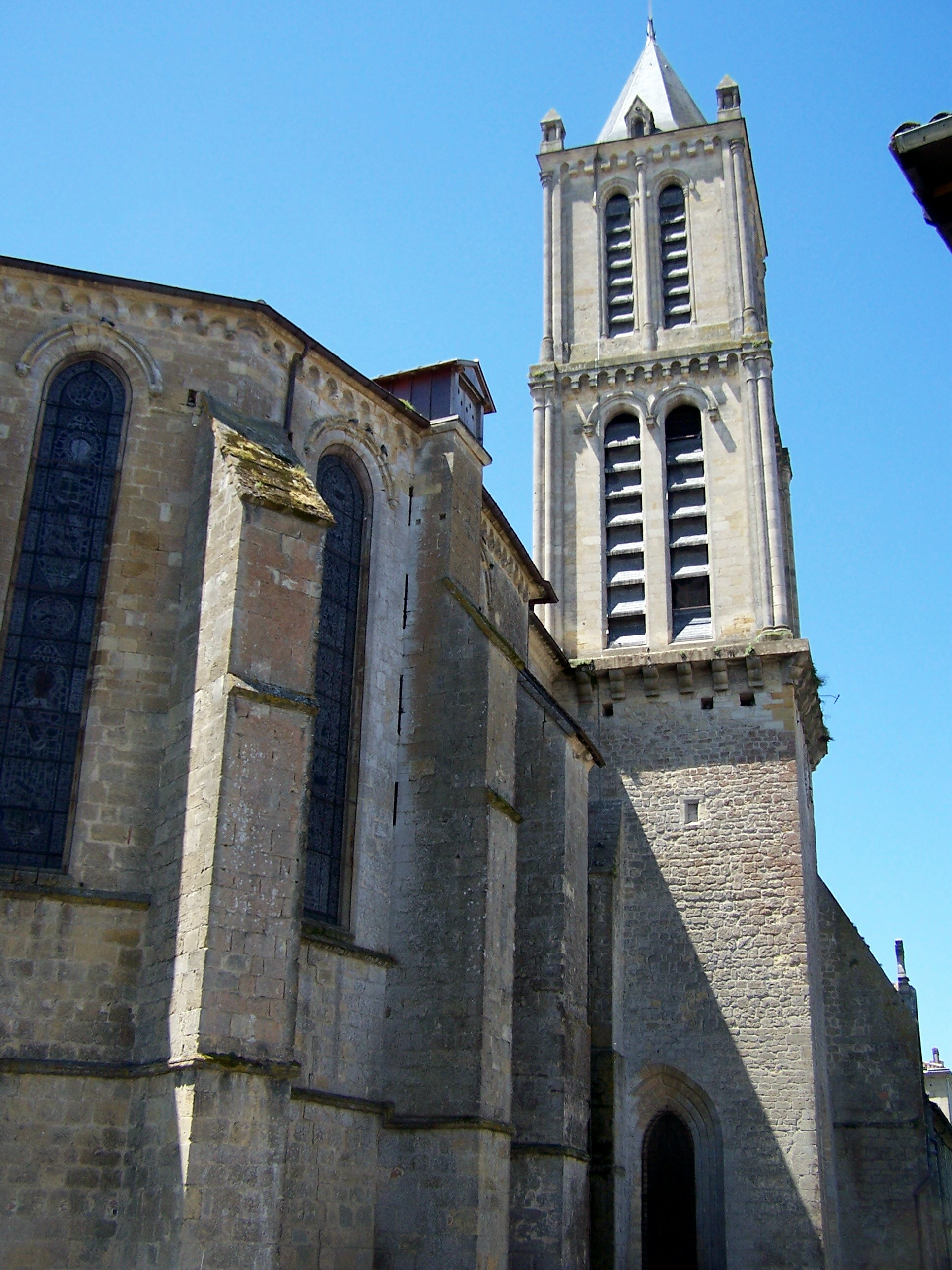
L'église Saint-Pierre (mai 2009).
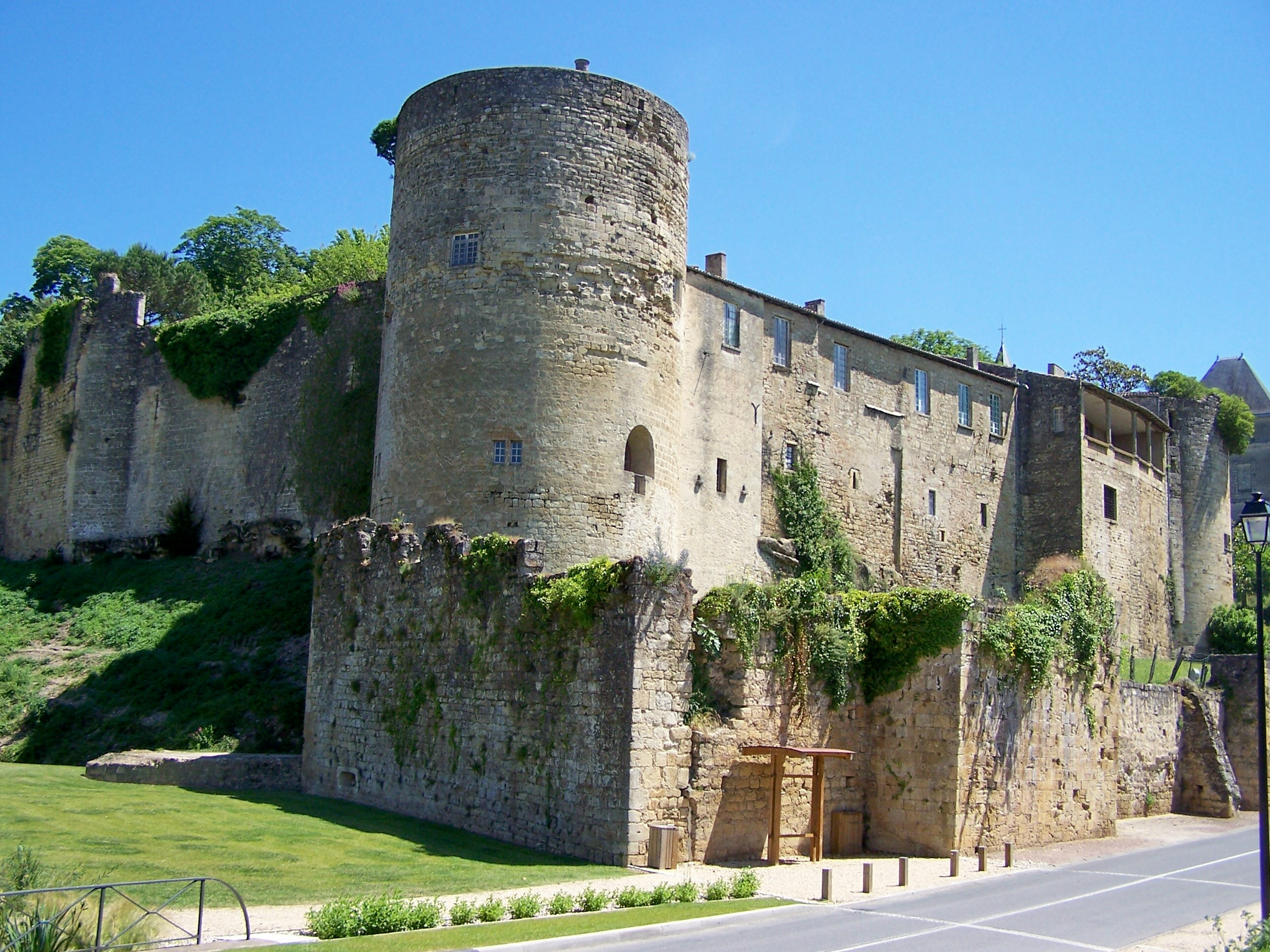
Château des Quat'Sos (mai 2009).
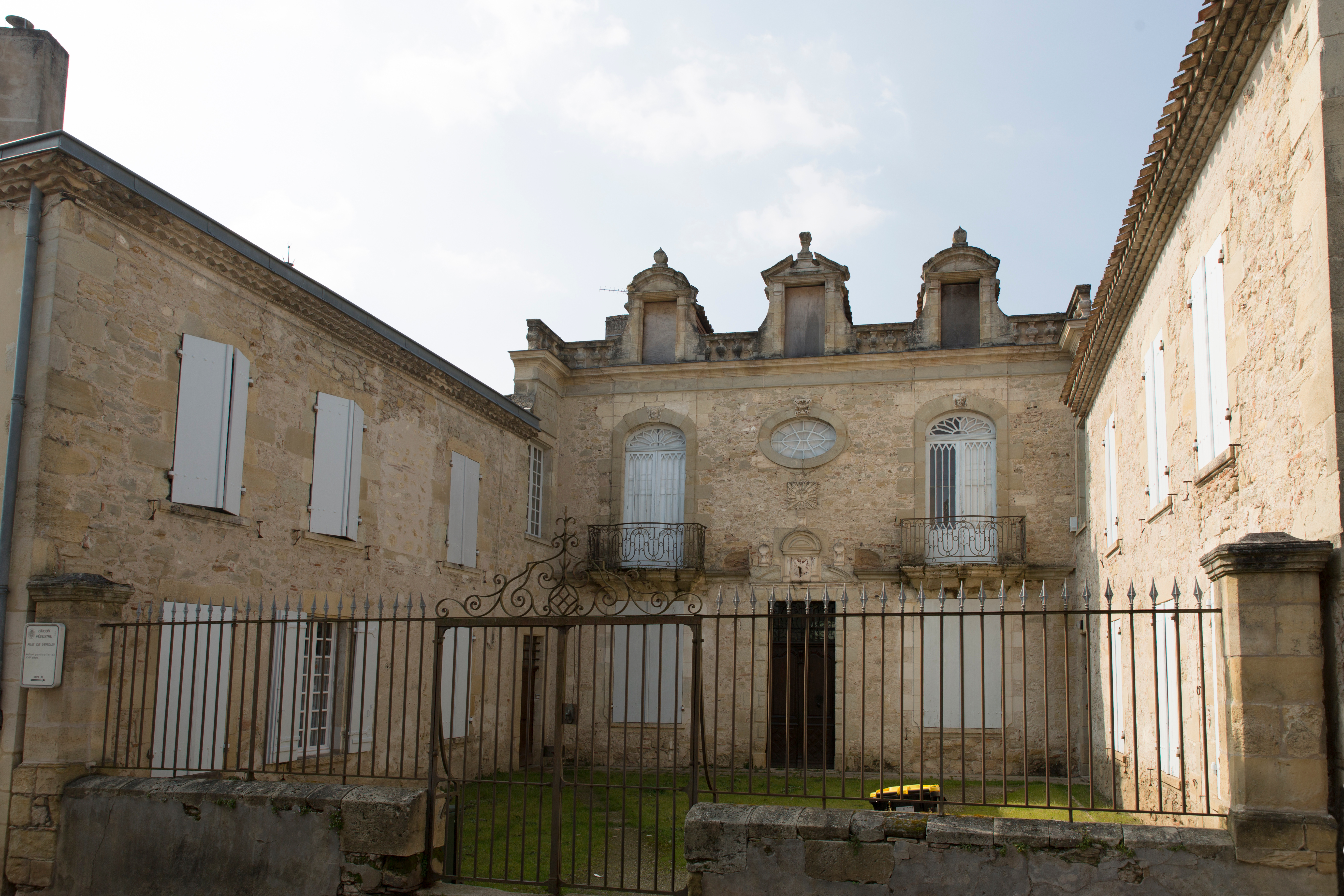
L'hôtel de Briet (mars 2016).
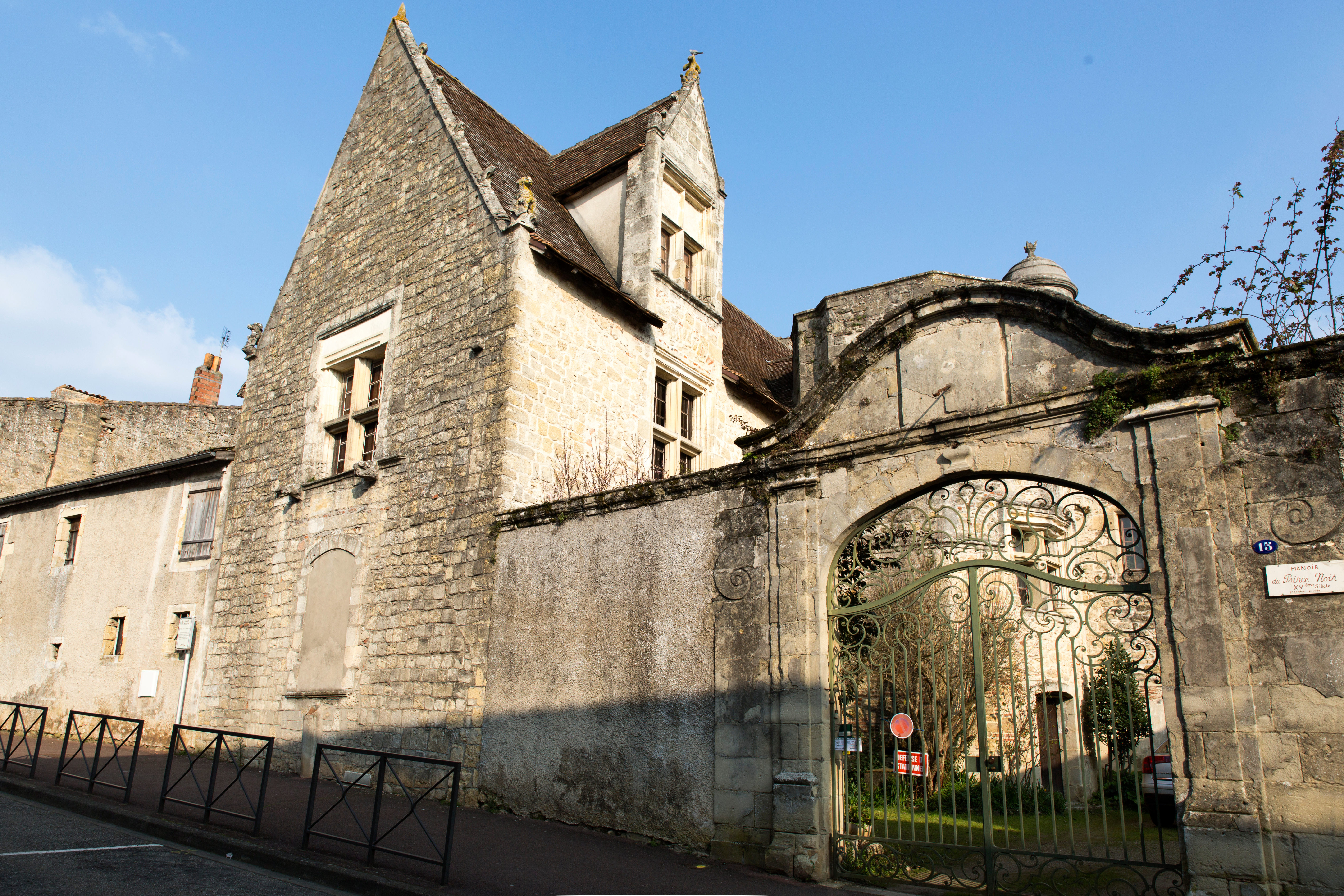
Le manoir du Prince Noir (mars 2016)…
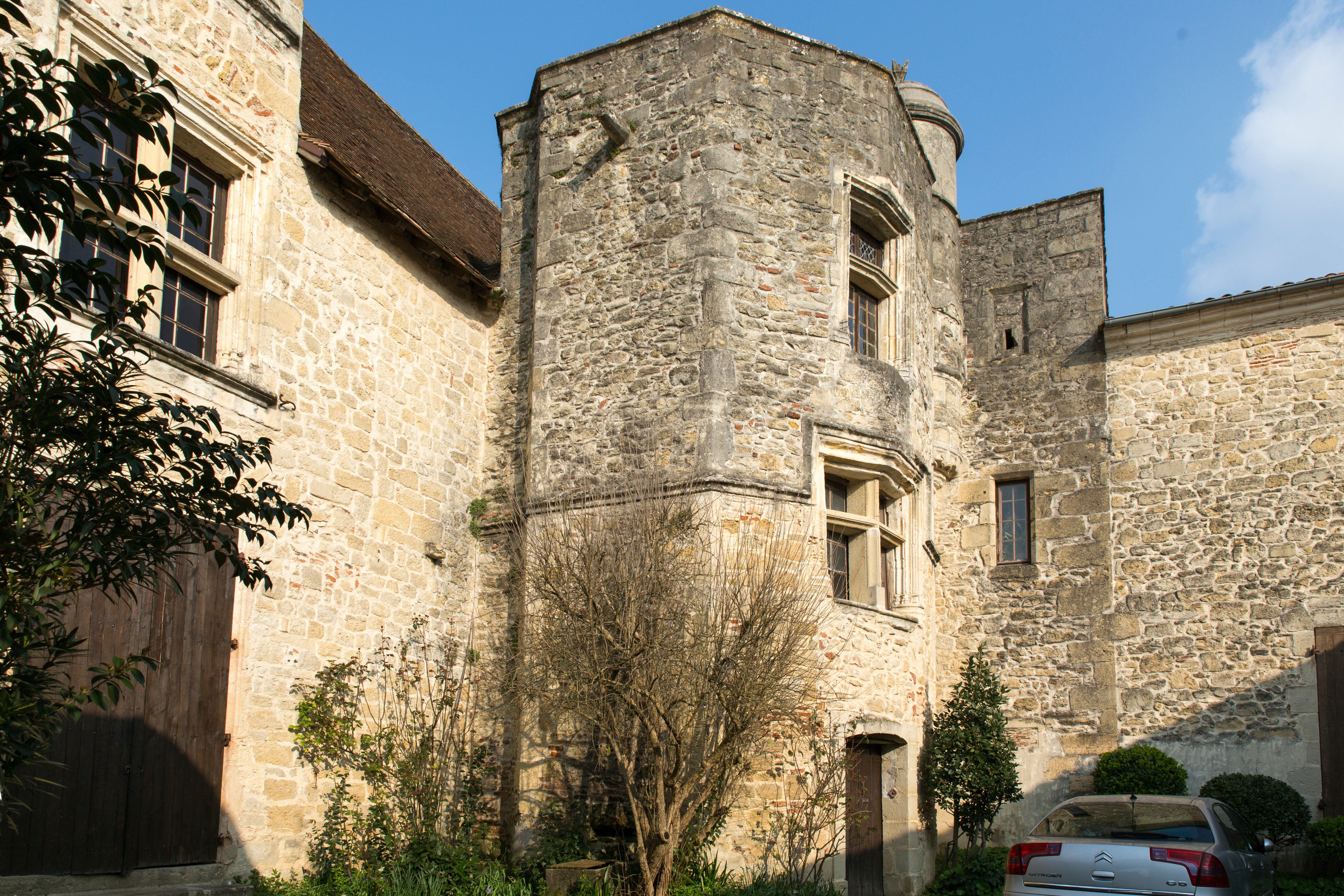
sa tour octogonale et son échauguette.
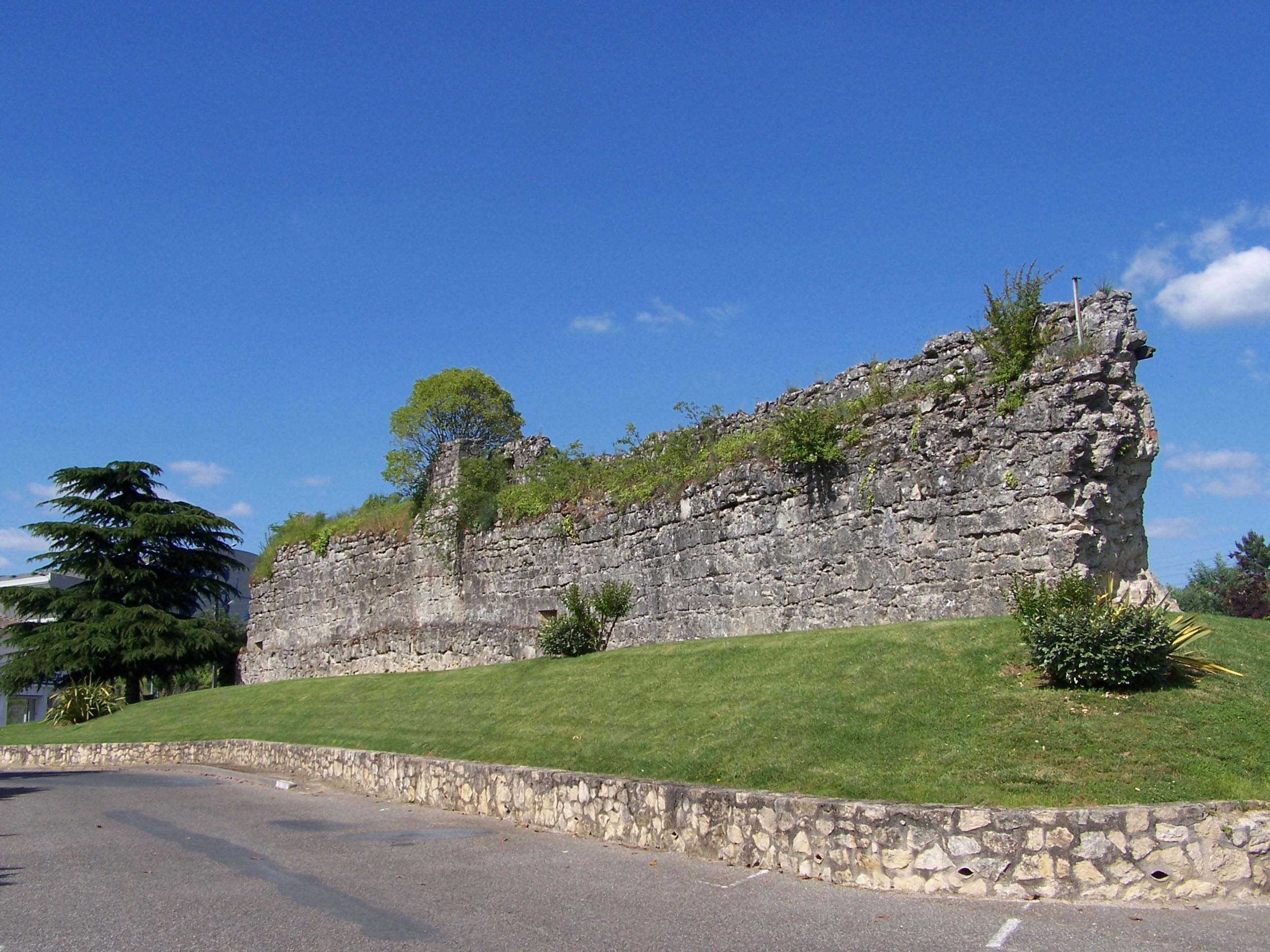
Ruines de remparts près du parc de stationnement des Jacobins (juin 2009).
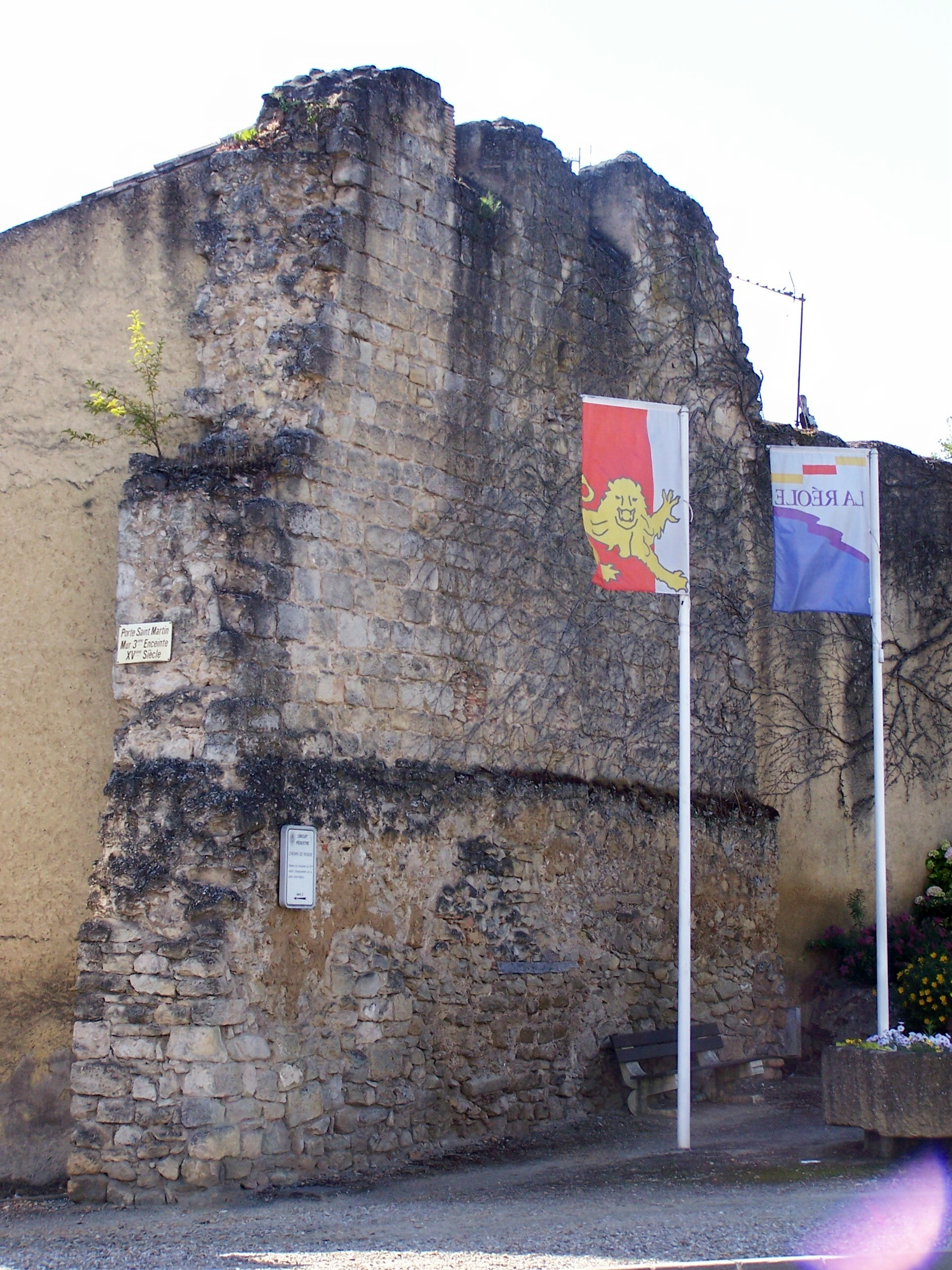
Ruines de remparts à la porte Saint-Martin (juin 2009).
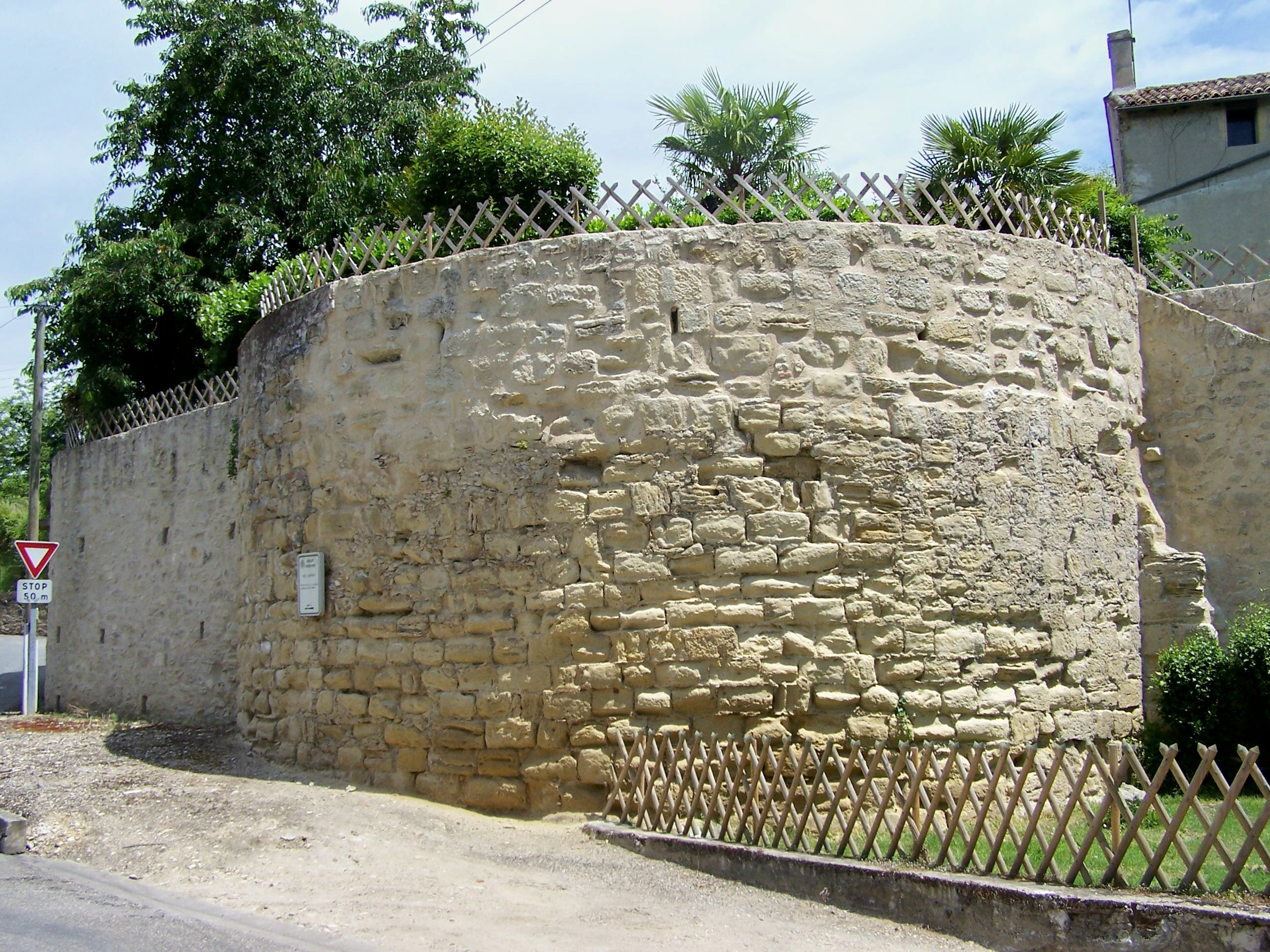
Ruines de remparts dans le quartier du Marmouret (juin 2009).
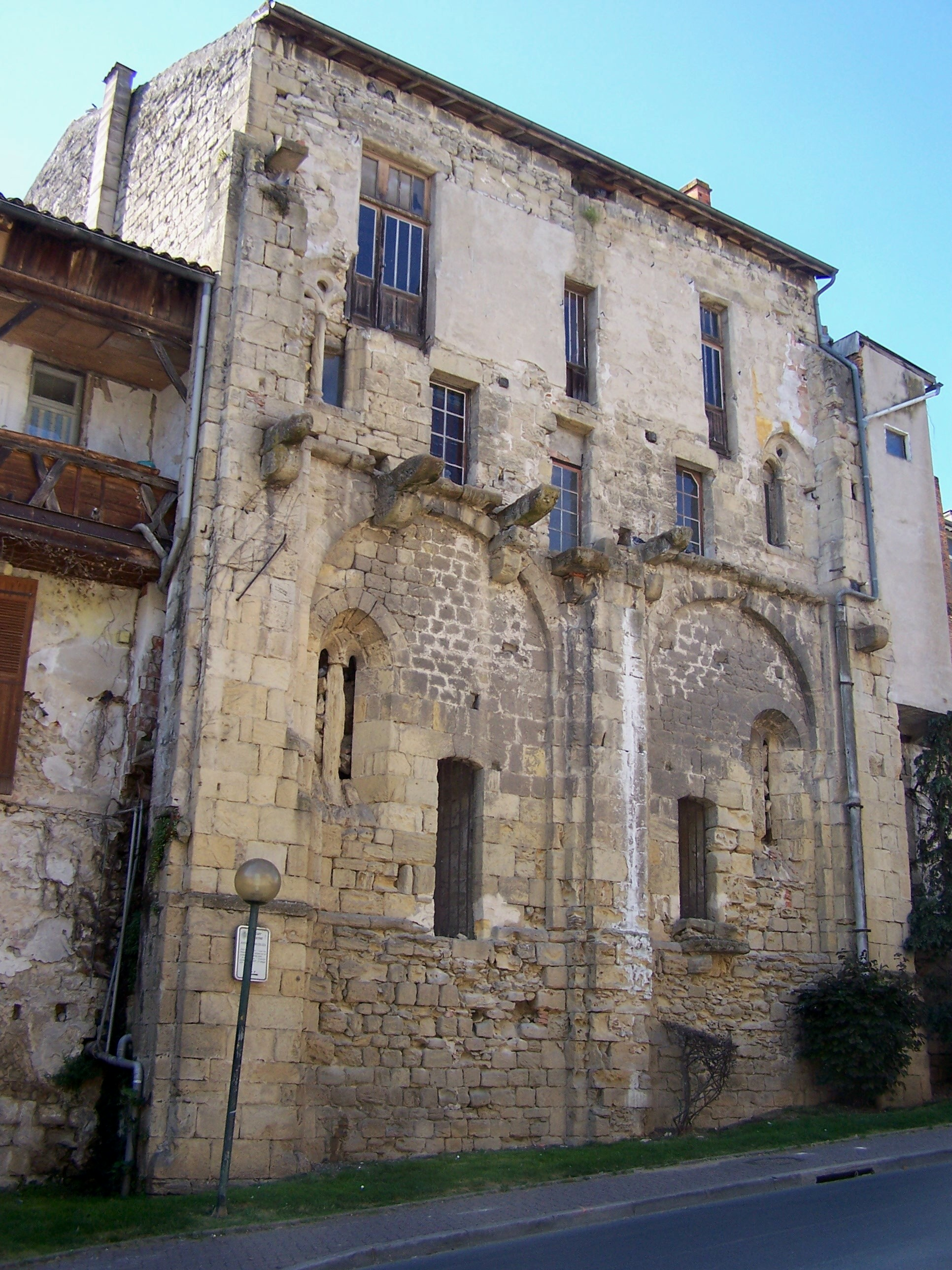
L'Arsenal ou Grande École (juin 2009).
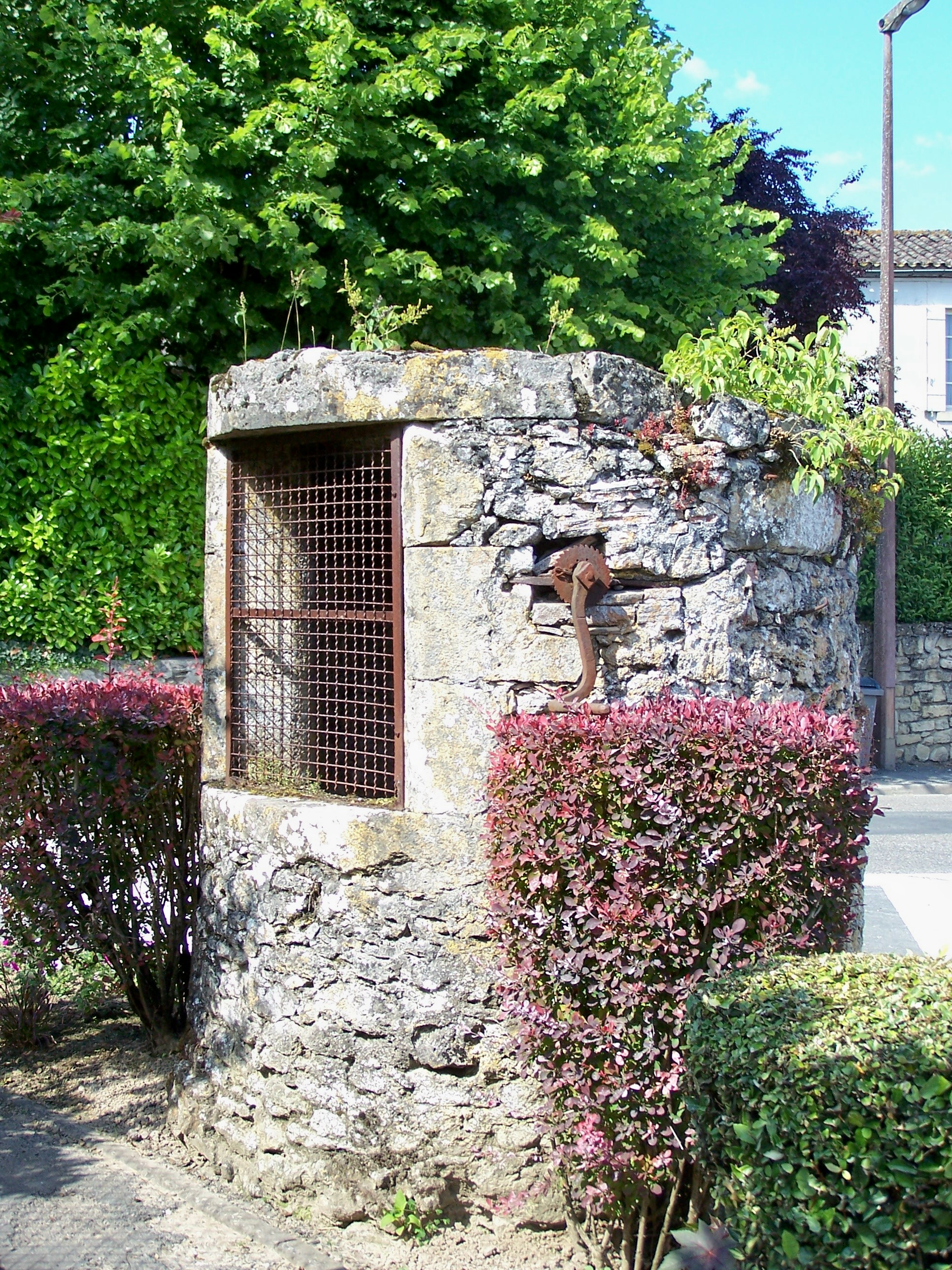
Puits médiéval à la porte des Menuts (juin 2009).
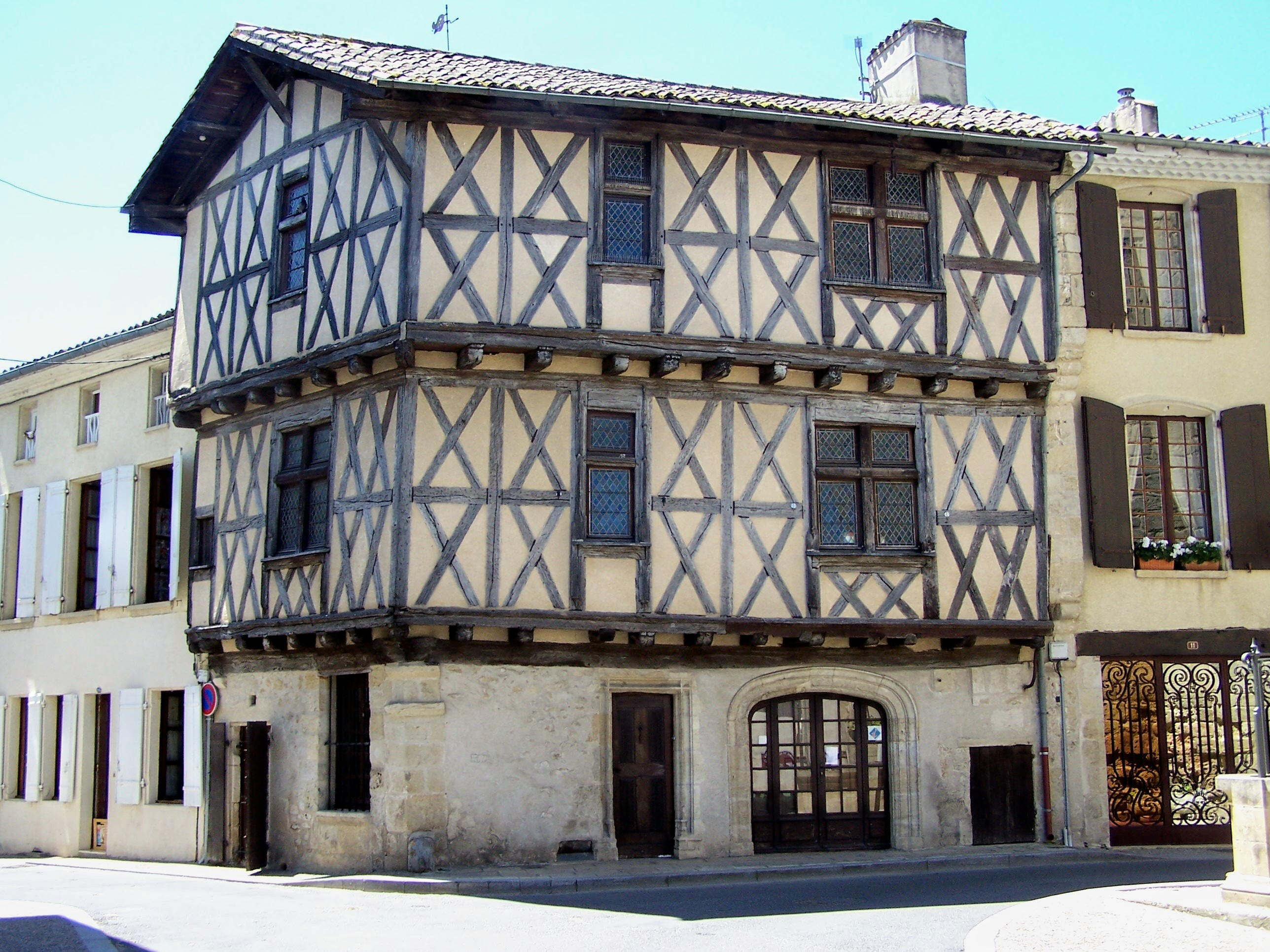
Maison à colombages, à l'angle des rues Jean Duprada et Peysseguin (mai 2009).
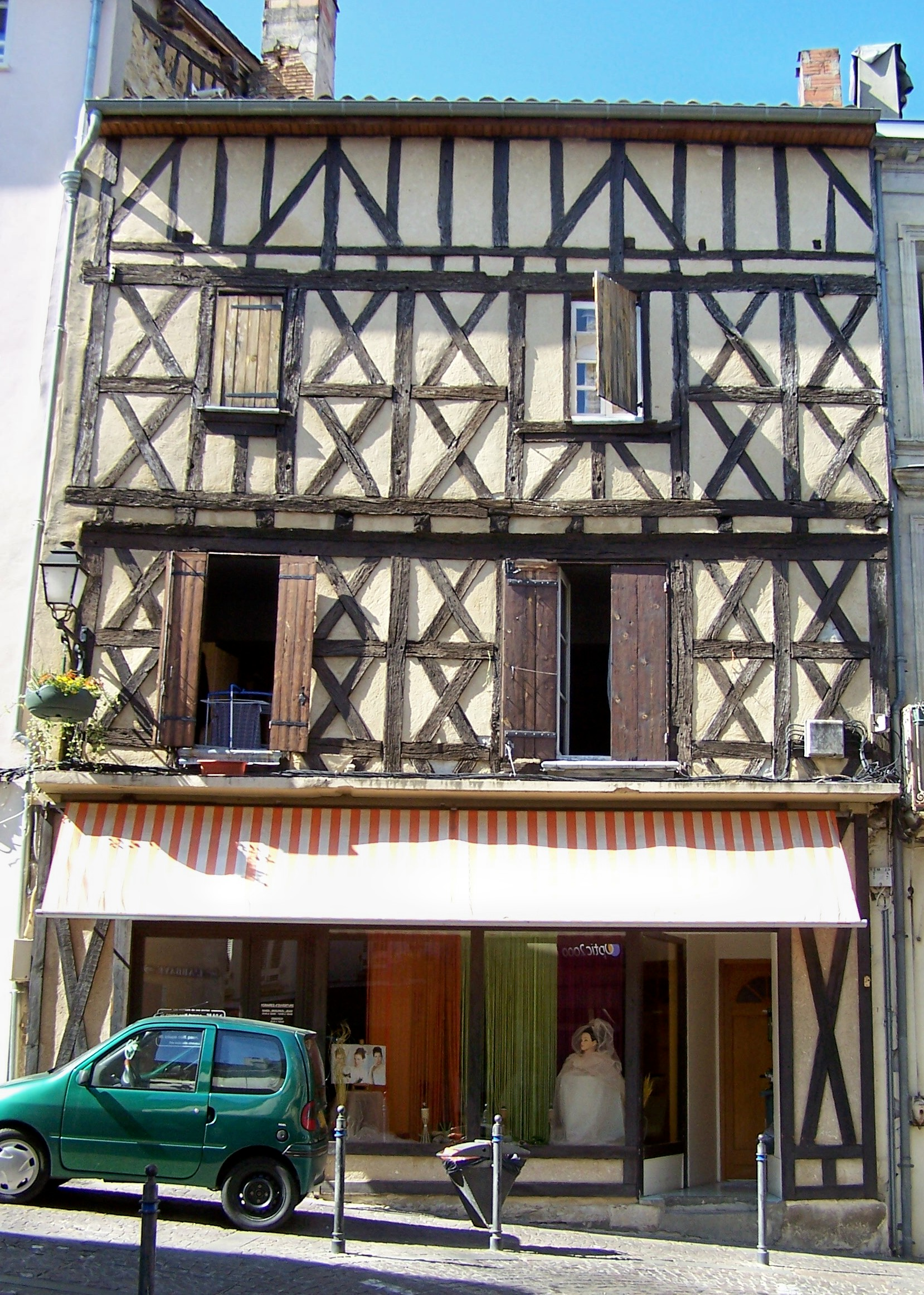
Maison à colombages, rue Armand-Caduc (juin 2009).
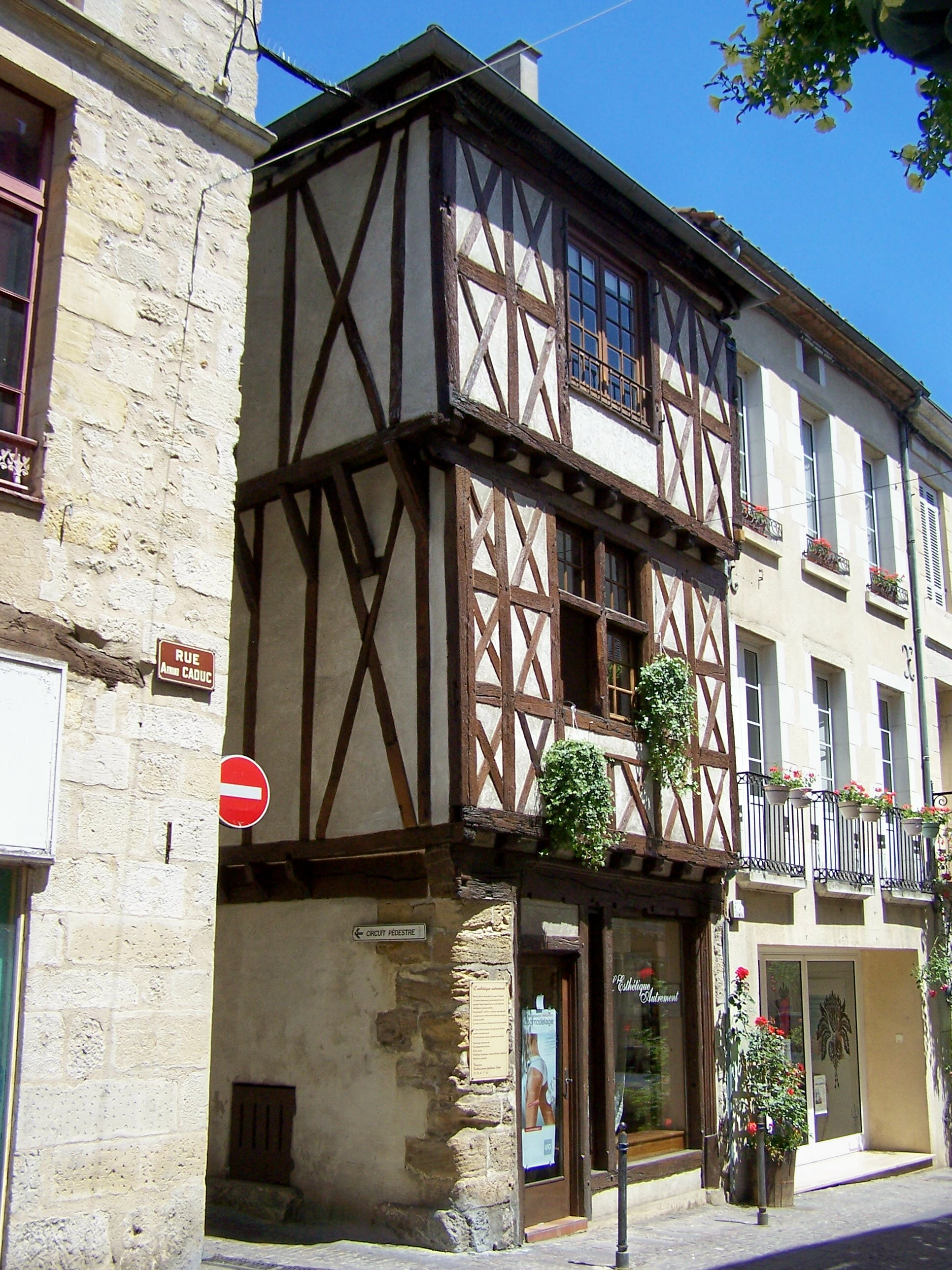
Maison à pans de bois et encorbellement, rue Armand-Caduc (mai 2009).
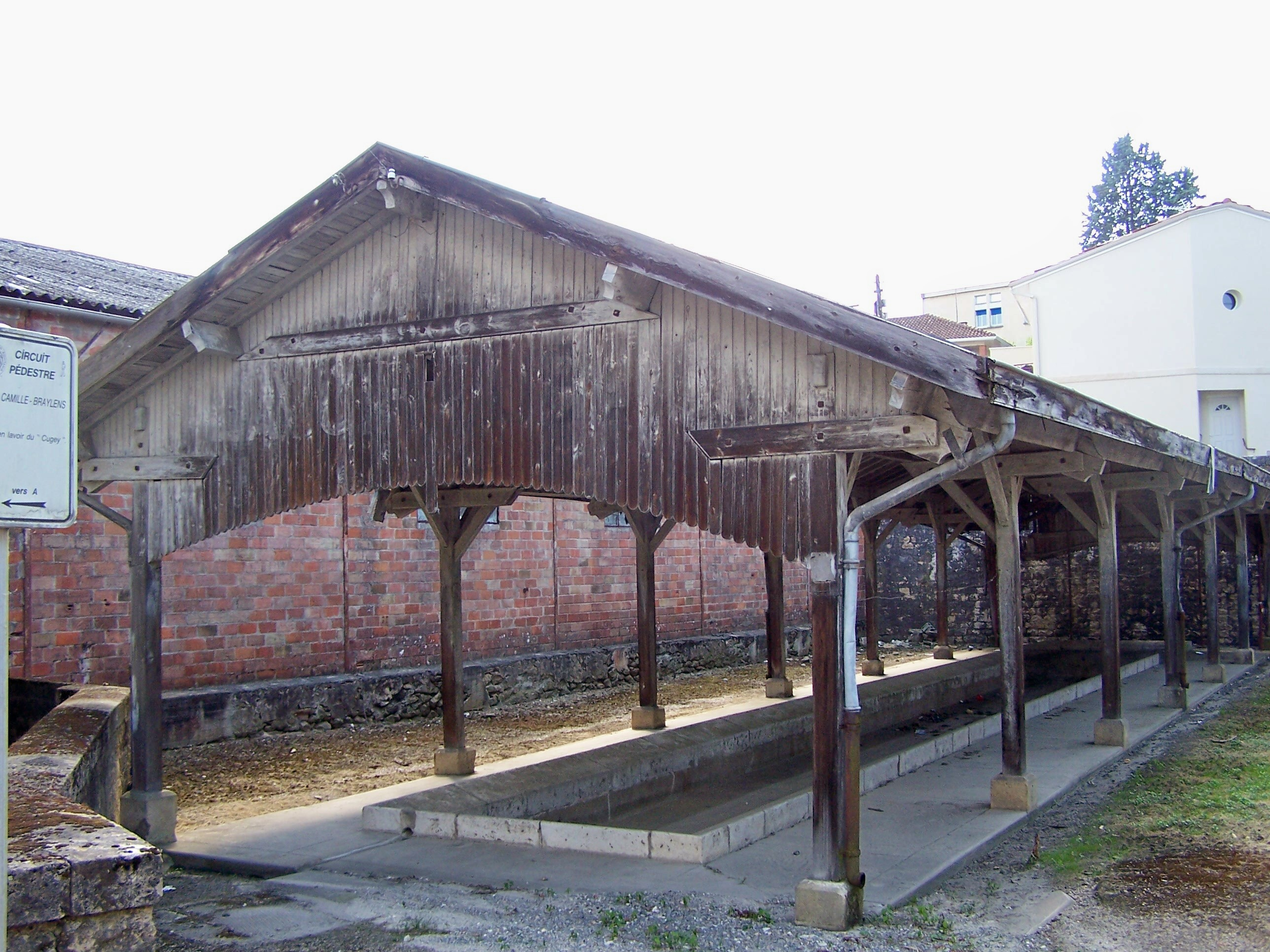
Lavoir du Cugey (juin 2009).
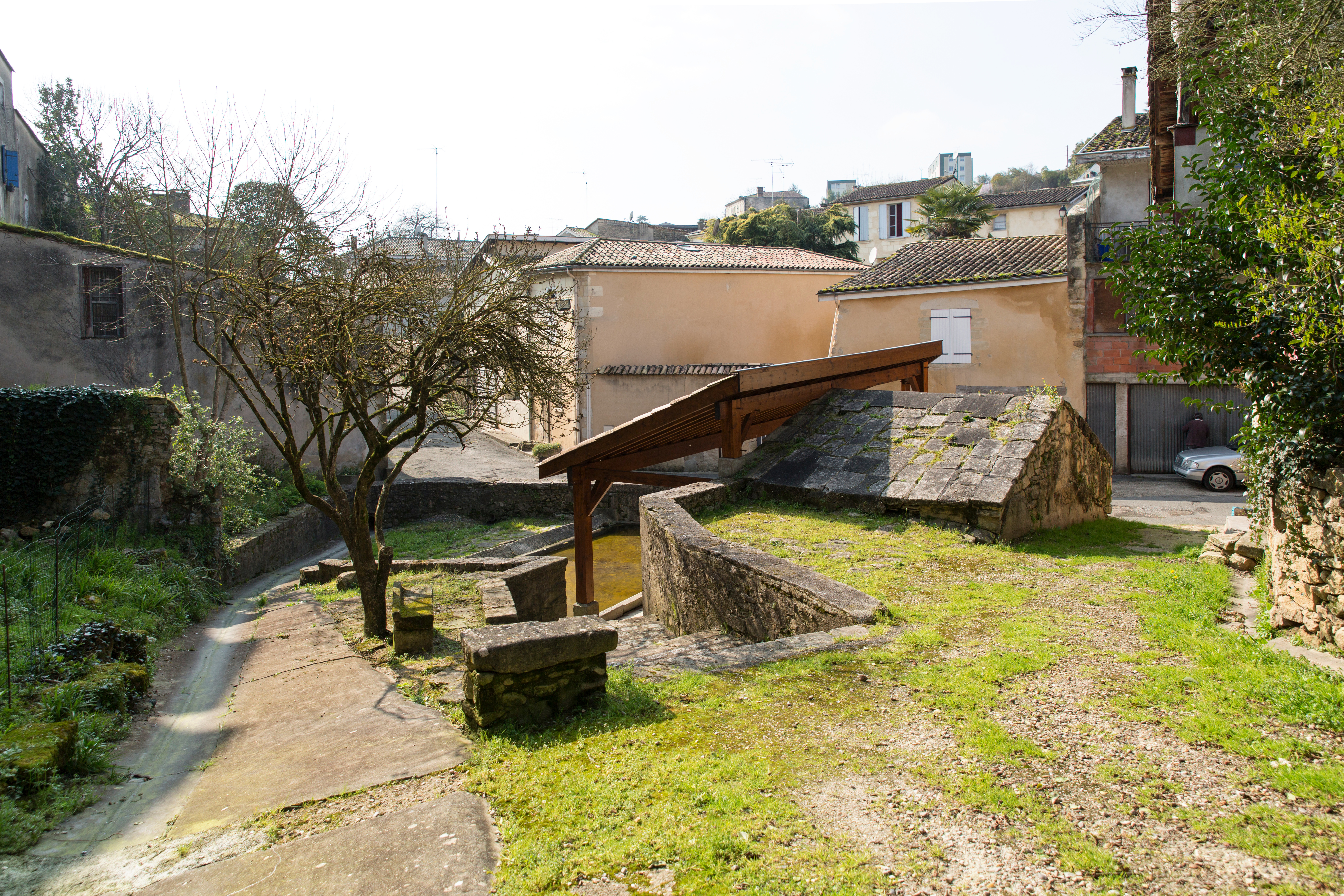
Lavoir de la Marmory (mars 2016).
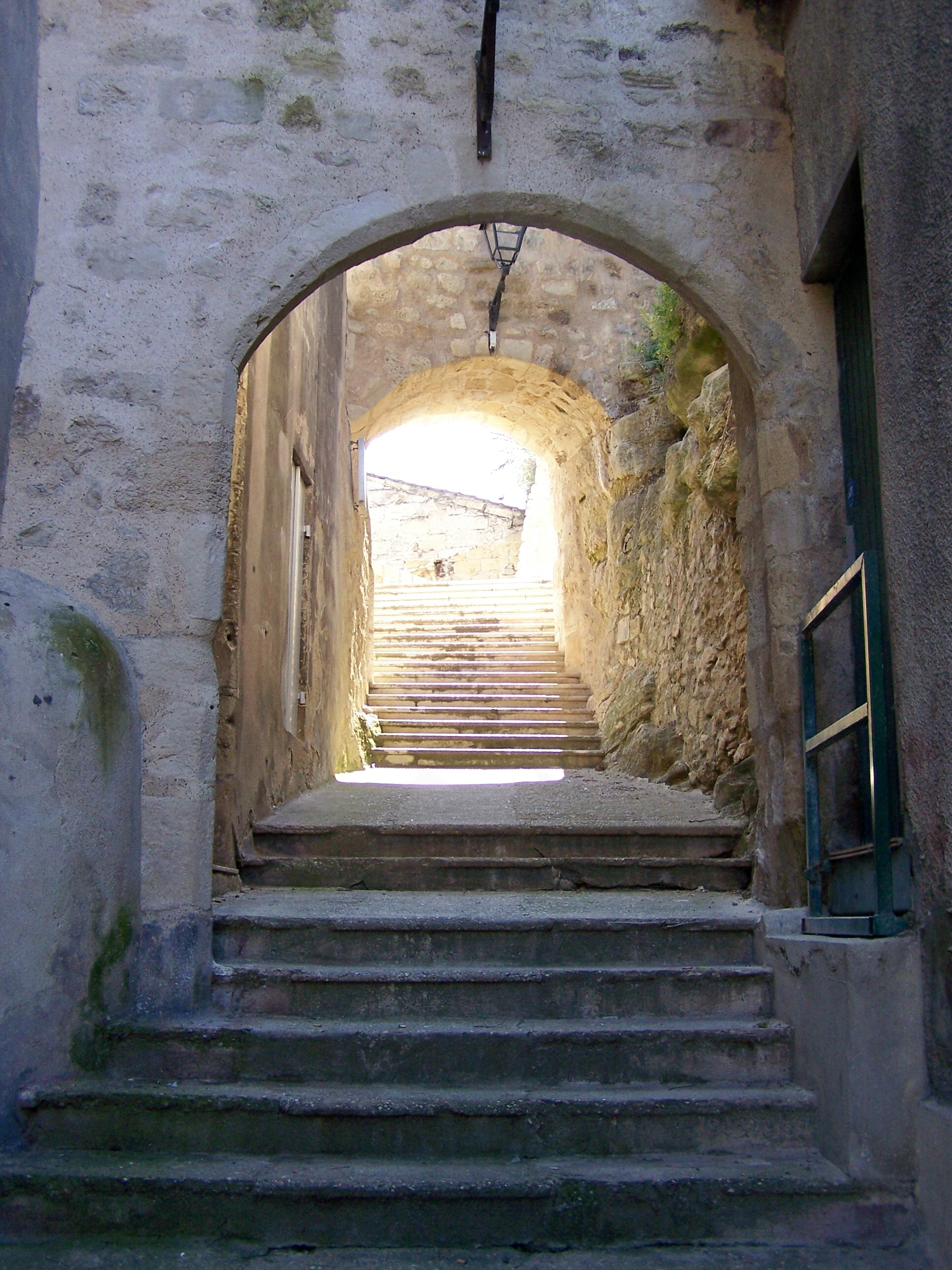
La porte du Sault (juin 2009).
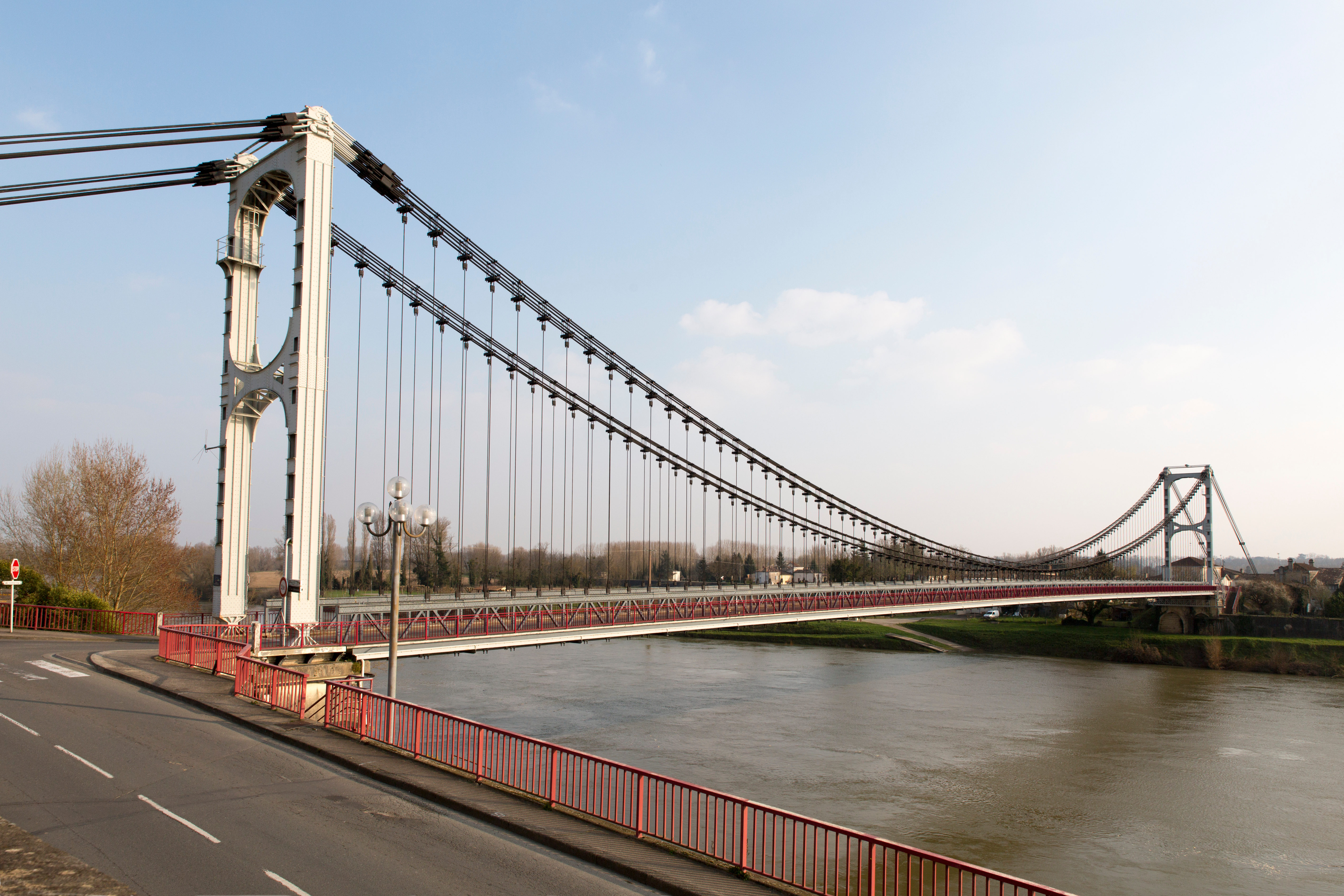
Le pont suspendu du Rouergue (mars 2016).
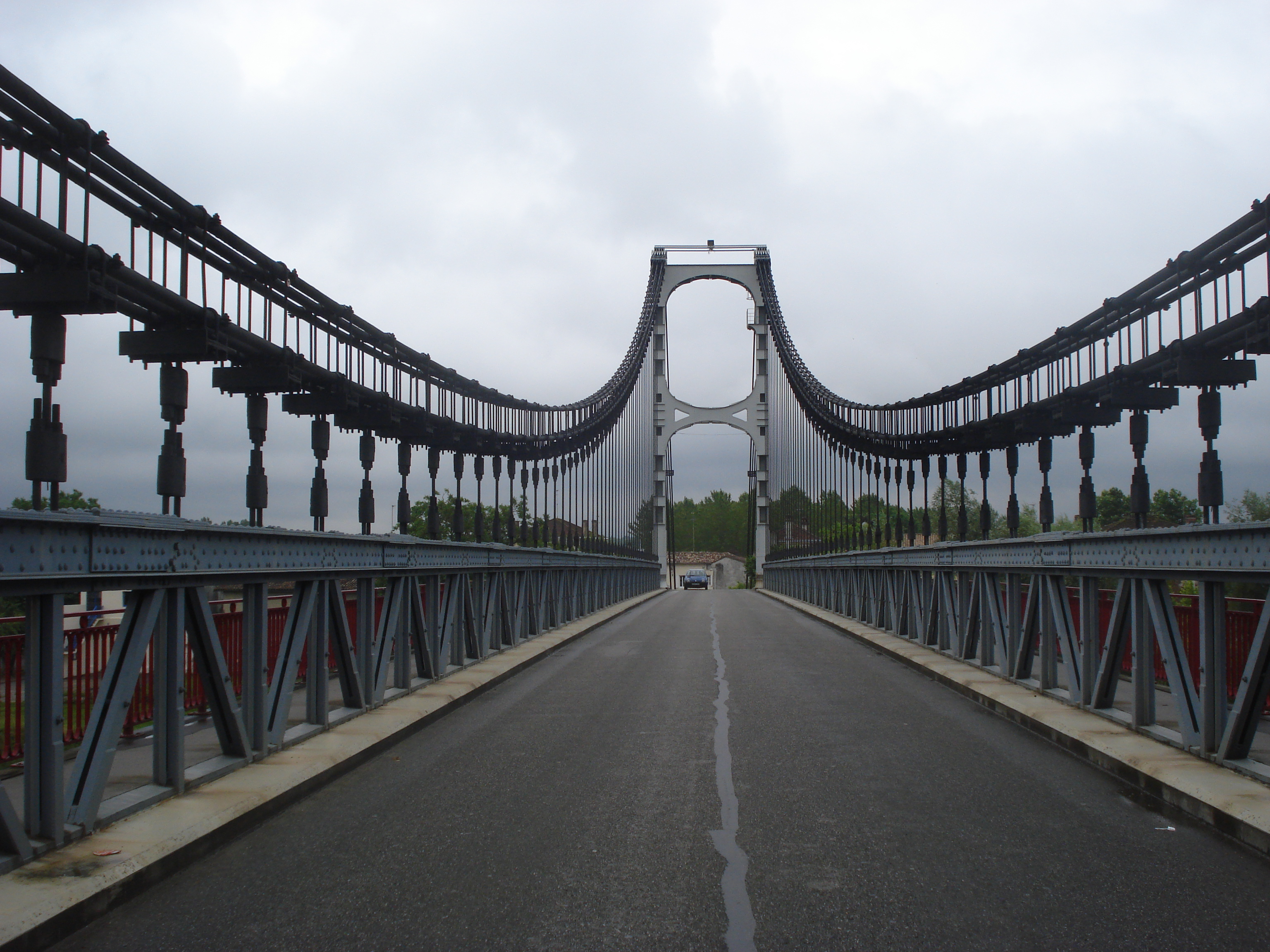
Le pont suspendu (août 2008).

### Équipements sociaux-culturels

#### Cinéma
La Réole est une ville de cinéma depuis le milieu du XXe siècle, en particulier grâce à la fougue d'un cinéaste amateur de l'époque, Jean Saubat. Il a réalisé de nombreux documents filmés sur la vie locale de la ville pendant et après la Seconde Guerre mondiale.
Bien que peuplée d'environ 3 500 habitants seulement à l'époque, trois salles y étaient implantées dans la période d'après-guerre : le Casino, près de la mairie, le Rex sur la place de la Libération et une salle qui avait été créée dans les locaux de l'Amicale laïque, à l'entrée est de la ville.
Aujourd'hui, le Rex, salle classée art et essai, est toujours actif grâce à l'association « L'Écran réolais » qui se charge de l'exploitation, de l'animation du lieu et coordonne des actions d'éducation au cinéma sur le territoire. Ouvert tous les jours de l'année, le Rex propose chaque semaine une quinzaine de séances avec des films en exclusivité, une sélection importante d’œuvres « art et essai » et une programmation « jeune public ». Il fait partie des trente cinémas de proximité implantés en Gironde, et fut parrainé par Édouard Molinaro.

#### École de musique
L'enseignement musical est une des priorités de l'intercommunalité réolaise. L’École de musique du Réolais, intégrée au Réseau des Écoles de Musiques Rurales (avec les établissements de Monségur, Pellegrue et Auros) est située rue des Menuts et dispose d'une capacité d'accueil de 120 élèves. Elle propose des cours de batterie, piano, guitares, basse, violon, flûtes à bec et traversière, clarinettes, saxophones et chant.

#### Musée
La Réole abritait un musée automobile, agricole, militaire et ferroviaire. Ce musée privé a fermé, faute de fréquentation, durant l'été 2006 et une vente aux enchères des véhicules a eu lieu le dimanche 1er octobre 2006. Un musée municipal, classé « Musée de France » est lui aussi fermé.

#### Bibliothèque
Créée en 1838 à la demande du député Dussaulx, la bibliothèque se situe aujourd'hui dans l'ancien prieuré des Bénédictins, au sous-sol des locaux de la mairie, face à la plaine de la Garonne. Elle y a été installée en 1889.
On y recense plusieurs milliers d'ouvrages, notamment un important fonds ancien (antiphonaires du XVIIe siècle, deux exemplaires de l'Encyclopédie Diderot et d'Alembert, etc.).

## Vie quotidienne

### Enseignement
La commune relève de l'académie de Bordeaux.
- Établissements scolaires :
  - Une école maternelle, située rue Camille-Braylens, accueille environ 150 enfants (2009) de 2 à 5 ans[78].
  - Deux écoles primaires : Blaise-Charlut, rue Camille-Braylens, et Marcel-Grillon, rue des Menuts[79].
  - Le collège Paul-Esquinance[80], situé au Port Mahon, accueille environ 600 élèves de La Réole et des communes environnantes[81].
  - À partir de la seconde, les élèves fréquentent le lycée Jean-Renou[82], rue Jean-Renou, à proximité de la mairie, qui accueille de 350 à 400 élèves[83].
- Centre de formation d'apprentis agricole[84] créé en 1973, assure la formation pour les diplômes du CAP ou BEP de polyculture et élevage (soigneurs d'équidés), de travaux paysagers (jardins et espaces verts), d'horticulture et de viticulture-œnologie[85].
- L'enseignement artistique de la musique, de la danse, du théâtre et des arts graphiques est assuré par de nombreuses associations (cf. ci-après).

### Vie associative
De très nombreuses associations permettent aux Réolais d'exercer des activités tant sur le plan culturel, évènementiel, des loisirs, social ou sportif.

### Sports
La Réole compte 23 associations et clubs sportifs.

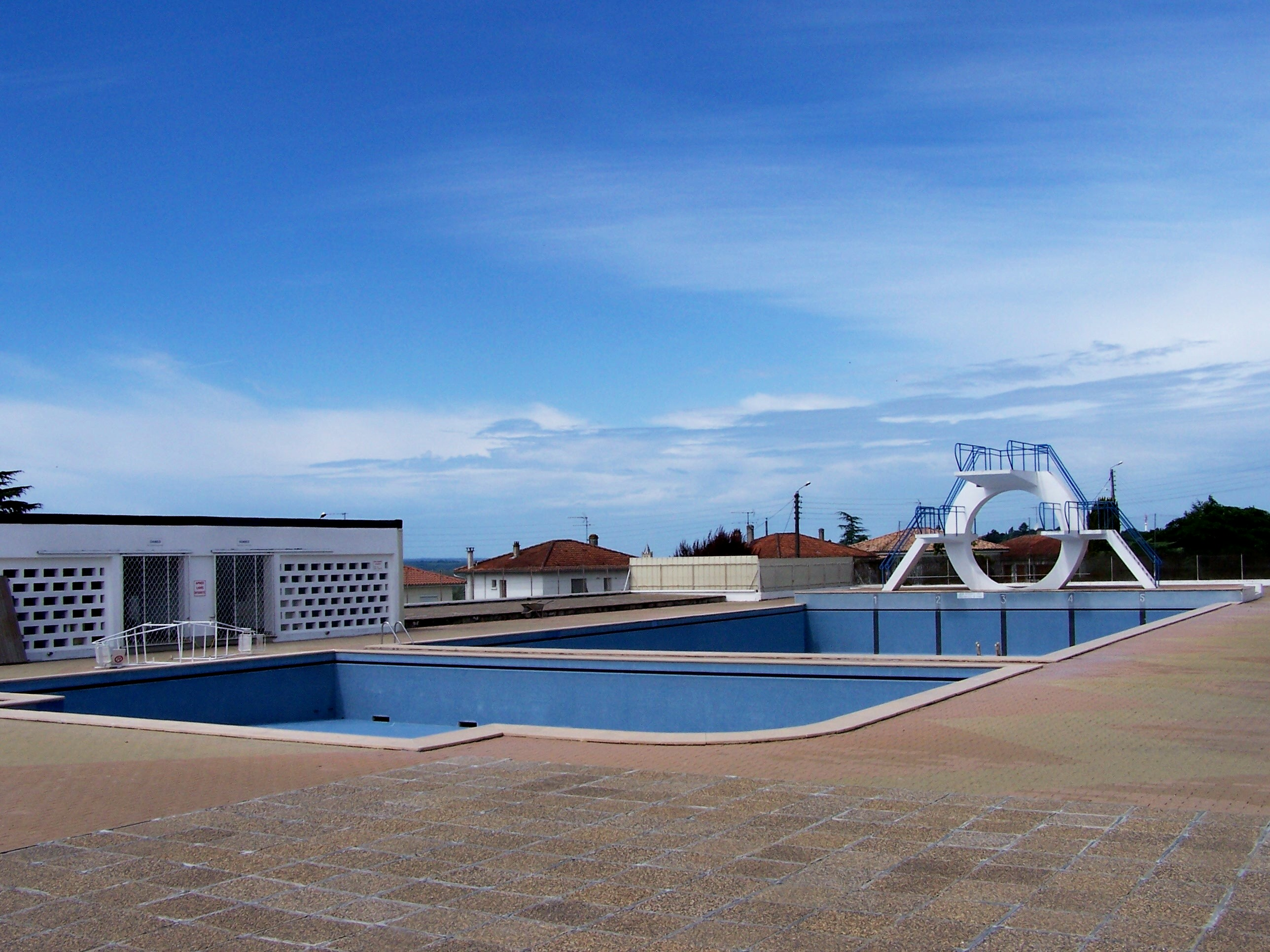
La piscine (juin 2009).

Le plus connu est La Réole XIII, club de rugby à XIII, actuellement en 2e division (Elite 2).
Les lieux destinés au sport dans la commune sont les suivants :
- Aérodrome de La Réole - Floudès, situé sur la commune de Floudès
- Complexe sportif de Lévite
- City-stade
- Gymnase municipal
- Stade municipal situé sur les quais, avenue du Maréchal-Joffre
- Stade Raymond-Abribat (du nom de l'ancien président de La Réole XIII)
- Stade d'entraînement de Lévite
- Skate-Park et parcours sportif de Calonge
- Piscine municipale, dotée de plongeoirs plates-formes des deux hauteurs 3 m et 5 m, ouverte en juillet et août
- Centre équestre, basé dans le lieu-dit de Blasignon, au nord de la ville sur la route de Monségur.

Un hippodrome dont la piste mesure 2 500 m se trouve à l'extrême sud-est de la commune, au lieu-dit Le Petit Boutoc, le long de la route départementale D 1113 qui mène à Marmande.

### Cultes
- Culte catholique : La commune fait partie du secteur pastoral La Réole-Monségur[91]
- Culte musulman : depuis 1987, la commune abrite une mosquée. Un bâtiment définitif devrait voir le jour en 2013. Elle se situera chemin de Ronde.

### Manifestations culturelles et festivités

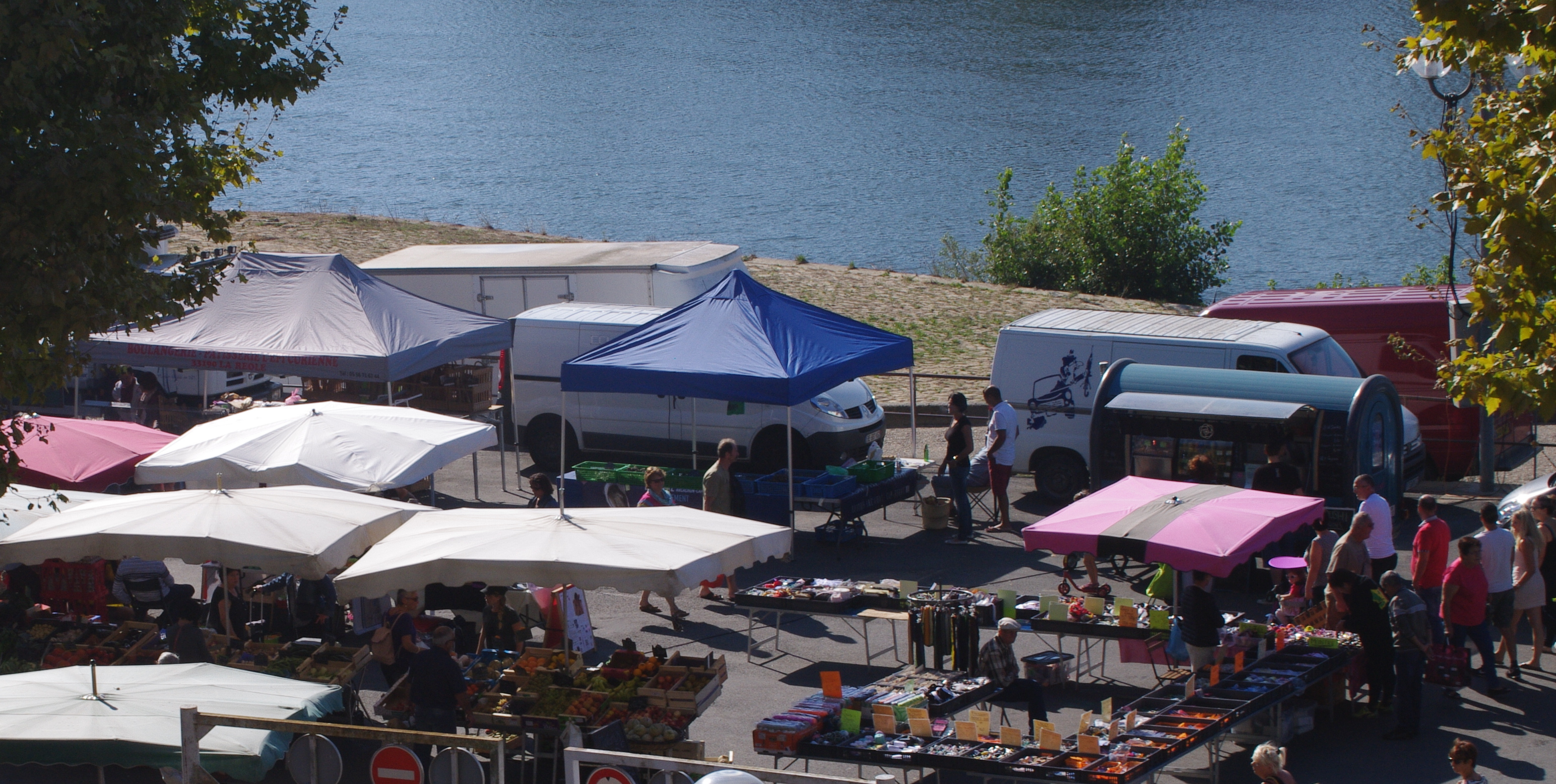
Marché sur les quais.

Quelques évènements pendant l'année :
- Foire de la Toussaint, la seconde foire en Gironde après celles de Bordeaux, qui accueille environ 40 000 personnes chaque année et organisée par la commune
- Planet Folk, festival de folklore international, a lieu tous les deux ans, vers la fin juillet.
- Les Riches Heures de La Réole, festival de musique ancienne[92].
- France Folk (folklore, tous les deux ans)
- Festival Millésime, musique électronique et techno sur la plaine de Mijéma
- Festival VivaCité : « éco-festival » des arts de la rue, festival de spectacles vivants, qui a lieu le week-end suivant le 14 juillet à l'espace Saint-Jean Bosco
- Bal et feux du 14 juillet
- Fête des fleurs et vide-grenier du 1er mai
- Vindediou, fête des vins
- Exposition « Grand Format » par l'association « Artistes en Réolais », début mai
- Exposition de peinture de la Toussaint au Prieuré des Bénédictins
- Marchés de producteurs (l'été)
- Courses de chevaux le jeudi de l'Ascension
- Courses de speedway (moto) - la ville a accueilli les championnats de France
- Courses de grasstrack (moto) - la ville a accueilli les championnats du monde
- Festival de musique « Trans'humance » (sur le canton de La Réole)
- Tous les ans, La Réole participe à des manifestations d'envergure nationale comme le Téléthon ou la Fête de la musique, la Fête des associations, les Journées du patrimoine, et parfois la Nuit du patrimoine.
- ancienne manifestation : Radofolies (descente de la Garonne depuis Marmande jusqu'à La Réole en radeaux colorés et animés)

#### Les Riches Heures de La Réole
Le festival Les Riches Heures de La Réole se déroule chaque année à La Réole.
Trois jours de concerts avec des artistes d'un très haut niveau (dernier week-end de septembre).
L’ensemble Vox Cantoris (la voix du chantre), fondé par Jean-Christophe Candau en 2000 dans les Alpes Maritimes, est en résidence à La Réole depuis 2007. Il a contribué à la création de ce festival. S'appuyant sur un travail de collecte et de lecture directe des notations originales, il fait vivre un patrimoine musical monodique et polyphonique qui s’étend du haut-Moyen Âge pour aller jusqu’au XIXe siècle.
L'édition 2015 a été associée aux commémorations du 500e anniversaire de l’avènement de François Ier (1515-2015) et de la bataille de Marignan ainsi qu'au tricentenaire de la mort de Louis XIV. Ces deux figures emblématiques de l’essor des arts en France sont liées aux deux grandes époques musicales de la Renaissance et du Baroque.

##### Artistes invités
| 2009                  | 2010                      | 2011                  | 2012                                            | 2013                  | 2014                                                     | 2015                    | 2016                  | 2017                              |
| --------------------- | ------------------------- | --------------------- | ----------------------------------------------- | --------------------- | -------------------------------------------------------- | ----------------------- | --------------------- | --------------------------------- |
| Ensemble de Caelis    | Ensemble Organum          | Jean-Patrice Brosse   | Evelyne Moser et Fady Zakar                     | Ensemble Goussan      | The King's Singers                                       | Ensemble Le Plisson     | Ensemble Les Zephyrs  | Ensemble Vox Cantoris             |
| Ensemble Vox Cantoris | Ensemble Clément Janequin | Evelyne Moser         | Ensemble Calixtinus et Faraualla                | Ensemble Seraphica    | Ensemble Pulcinella                                      | Ensemble Les Caractères | Ensemble Vox Cantoris | Aurélien Delage et Anne Bernadet  |
|                       | Ensemble Vox Cantoris     | Ensemble La Fenice    | Les Solistes de la Musique Byzantine            | Zamballarana          | Ophélie Gaillard                                         | Violaine Cochard        | Frédéric Munoz        | Ensemble Calixtinus               |
|                       |                           | Claire Lefilliâtre    | Jean Patrice Brosse et Marie-Christine Barrault | Ensemble Mora Vocis   | Claire Lefilliâtre                                       | Ensemble Les Meslanges  | Tasto Solo            | Academia Musicale dell'Annunciata |
|                       |                           | Ensemble Vox Cantoris | Ensemble Organum                                | Ensemble Les Dominos  | Les Solistes de la Musique Byzantine                     | Ensemble Vox Cantoris   | Capella de Ministrers | Giuliano Carmignola               |
|                       |                           | Chœur Saint Abbon     | Ensemble Vox Cantoris                           | Ensemble Vox Bigerri  | Maximos Fahmé                                            | Ensemble L'Achéron      | Ensemble Organum      | Mar Barrocco                      |
|                       |                           |                       |                                                 | Ensemble A Cumpagnia  | La Cathédrale Invisible (James Bowman et Bertrand Dazin) | Ensemble Athénaïs       | Ensemble Moxos        | Solistes de La Musique Byzantine  |
|                       |                           |                       |                                                 | Ensemble Vox Cantoris | Ensemble Zeryab                                          | Ensemble Amarillis      | Ensemble Elyma        | Ensemble La Fenice                |
|                       |                           |                       |                                                 |                       | Ensemble Vox Cantoris                                    |                         |                       |                                   |

##### Les lieux des concerts

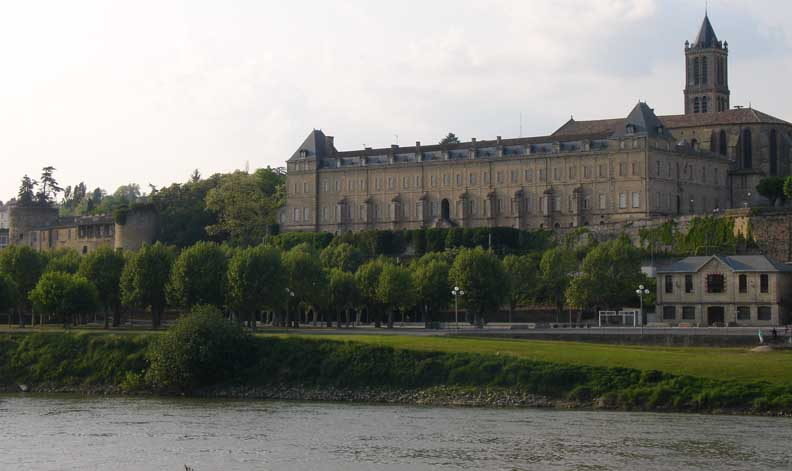
La Réole

Le festival est organisé sur plusieurs sites :
- Église Saint-Pierre de La Réole
- Église Notre-Dame de Gironde-sur-Dropt
- Église Notre-Dame de Lorette à Saint-Michel-de-Lapujade
- Église Saint-Antoine de Pondaurat
- Salle des Conférences (Mairie de La Réole)
- Église Notre-Dame de Monségur.

#### Triennales culturelles
Après une année 2004 autour des 1 000 ans de la mort d'Abbon de Fleury, les acteurs municipaux et associatifs de la ville ont décidé de renouveler l'expérience d'une année à thème tous les trois ans. Voici les thèmes choisis :
- 2004 : sur le thème d'Abbon de Fleury (Saint-Abbon), pour les 1 000 ans de l'anniversaire de sa mort ;
- 2007 : sur le thème de la Garonne, le fleuve, l'eau : « La Réole fête la Garonne » ;
- 2010 : sur le thème de l'ouverture à l'Europe.

## Culture locale et patrimoine

### Personnalités liées à la commune

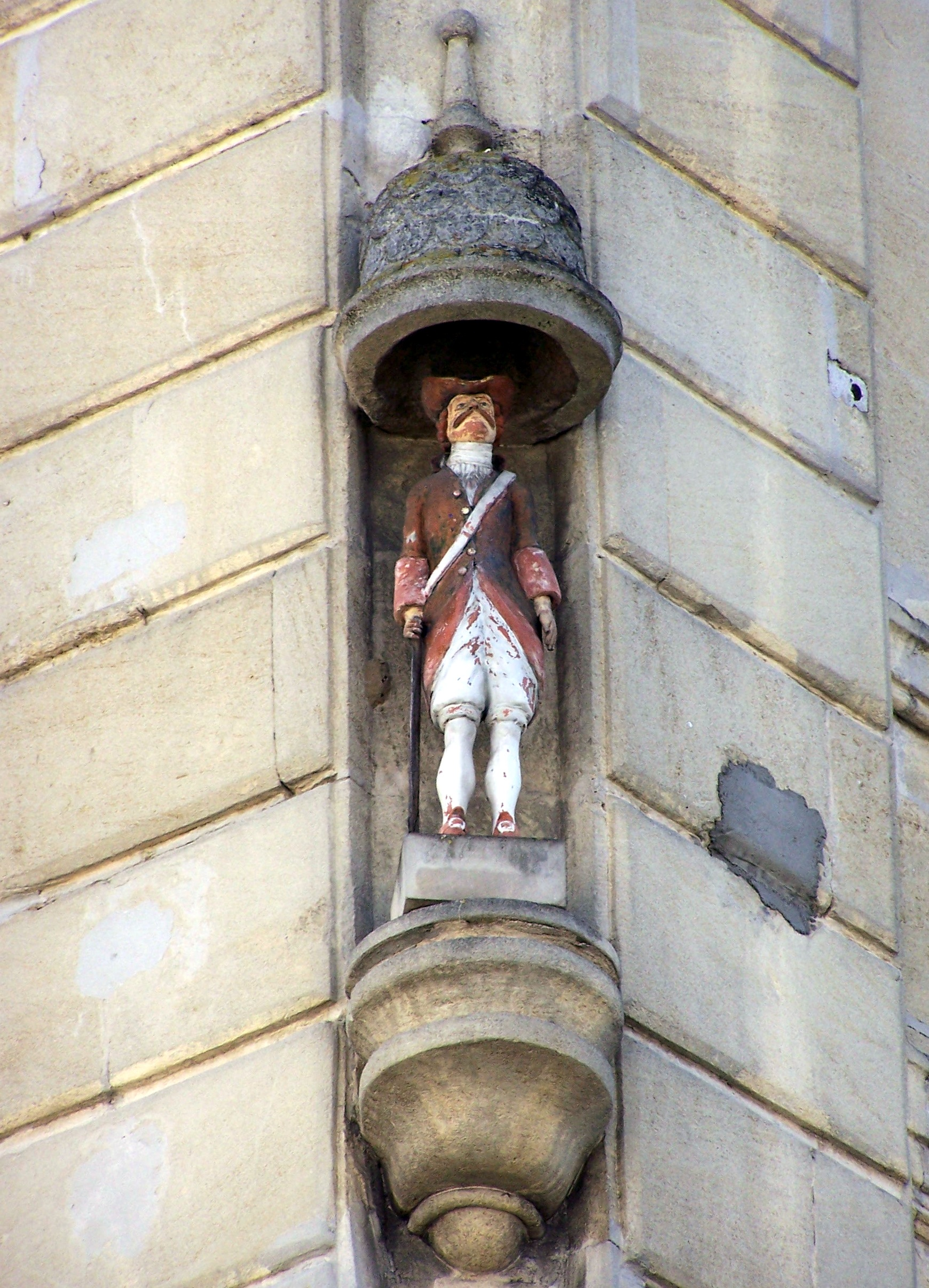
La statue de Jean de la Réoule (juillet 2009).

- Jean de la Réoule[66] est un personnage légendaire dont l'origine est pour le moins obscure mais dont l'existence, ou du moins la création, semble remonter au XIIIe siècle. Il symbolise la résistance des habitants de La Réole aux sièges qu'ils ont pu subir durant le Moyen Âge. Une reproduction de sa statue se trouve sur la place de la Libération.
- Abbon de Fleury (ca 940-1004), moine bénédictin assassiné lors d'une visite au monastère de La Réole.
- Blaise Charlut (1715-1792), Maître ferronnier d'art.
- Mathieu de Fournetz (1725-1811), homme politique né à La Réole, député du clergé aux États généraux de 1789.
- Les « jumeaux de La Réole », généraux César et Constantin de Faucher (1760-1815), nés à La Réole et fusillés à Bordeaux pour rébellion.
- Jean-Antoine de Seguin[97] (1789-1874), né le 15 juillet 1789 à La Réole, chevalier de la Légion d'Honneur, maire de La Réole en 1819, conseiller général de la Gironde.
- Henri de Lur-Saluces (1808-1891), homme politique né à La Réole, maire de Preignac, député de la Gironde puis sénateur.
- Armand Caduc (1818-1902), homme politique, avocat, journaliste, député puis sénateur de la Gironde.
- Georges Dupont (17 juin 1884, La Réole - 24 novembre 1958, Paris 13e), chimiste. Collège de la Réole ; bachelier lettres-mathématiques (24 juillet 1901), fondateur, avec Vèzes, de l'Institut du Pin de Bordeaux (1921) et directeur technique jusqu'en 1933 ; directeur général de l'École normale supérieure (1948-1954).
- Jean-Maurice Lahy (1872-1943), psychologue et sociologue du travail, né à La Réole.
- Pierre Petiteau (1889-1974), joueur de rugby à XV, né à La Réole.
- Maurice Sère (1904-1985), résistant, Compagnon de la Libération, né à La Réole. Une voie de la commune a été baptisée en son honneur.
- Robert Arambourou (1914-1989), archéologue et préhistorien, a enseigné l’histoire-géographie au collège de La Réole.
- Édouard Molinaro (1928-2013), cinéaste, parrain du Cinéma Rex, a passé une partie de sa jeunesse à La Réole. Il dévoile de nombreuses anecdotes sur son enfance réolaise dans son livre Intérieur Soir sorti en 2009.
- Michèle Perrein (1929-2010), journaliste et écrivain née et morte à La Réole, y a passé son enfance et sa jeunesse et en est resté une résidente[98].
- Colette Besson (1946-2005), athlète, a été maître d'éducation physique au collège de La Réole. Un gymnase de la ville porte son nom.[réf. nécessaire]
- Serge Méricq (1937-2013), joueur de rugby à XV, né à La Réole.
- Marvin Musquin (1989), pilote de motocross français né à La Réole.

### Dans la fiction
La ville, son église et son histoire durant les guerres de religions semblent avoir servi de sources d'inspiration pour la ville fictive de Réole (ou Lior/Liore selon les traductions/translittérations) dans le manga Fullmetal Alchemist et ses adaptations en séries animées. Cette information n'est néanmoins pas vérifiable...

### Héraldique
| Armes | Les armes de La Réole se blasonnent ainsi : D'azur à un château de deux tours et donjonné de deux pièces, d'argent, ouvert, ajouré et maçonné de sable, accompagné en chef de trois fleurs de lys d'or rangées en fasce. Le château symbolise celui des Quat'Sos. La devise de la ville est, en latin, URBS REGULA DUCATUS AQUITANIAE (Ville Regula, duché d'Aquitaine). Ces armoiries remontent à Louis VIII puis à Charles VII. Ce dernier, après la bataille de Castillon, autorise la commune à ajouter les trois fleurs de lys. |